# Élections européennes de 2024 en France
Pour un article plus général, voir Élections européennes de 2024.
Les élections européennes de 2024 en France se tiennent les 8 et 9 juin 2024 afin d'élire les 81 députés européens représentant la France au Parlement européen sur les 720 eurodéputés qui composent le Parlement. 38 listes de candidats sont présentées aux électeurs.
À la suite de ces élections, marquées par une lourde défaite de la majorité présidentielle et une nette percée du Rassemblement national, le président de la République Emmanuel Macron décide de dissoudre l'Assemblée nationale, convoquant des élections législatives anticipées.

## Contexte

### Union européenne
Au niveau européen, Ursula von der Leyen a présidé la Commission européenne pendant cinq ans. Son mandat a été marqué par la pandémie de Covid-19, qui a été suivi par l'achat en commun de vaccins et la mise en place d'un plan de relance européen commun. Il a aussi été marqué par l'invasion de l'Ukraine par la Russie, qui a eu pour conséquence dans l'Union européenne une montée des prix de l'énergie, un retour de l'inflation et une volonté de renforcer les moyens de défense de l'Europe. L'Ukraine s'est vu octroyer le statut de pays candidat à l'Union européenne, tout comme la Moldavie et la Géorgie.
Alors que les élections européennes de 2019 avaient été précédées par le mouvement des jeunes pour le climat et avaient vu un bon score des formations écologistes, le mandat d'Ursula Von der Leyen a aussi été marqué par la mise en place du pacte vert pour l'Europe (European Green Deal), porté par le vice-président de la Commission européenne Frans Timmermans. Ce pacte vert a été fortement critiqué à partir de 2023, notamment par les syndicats agricoles.
Les projections annoncent une montée en puissance des partis eurosceptiques et de l'extrême droite, portées par les récents succès électoraux aux Pays-Bas, en Italie, en Finlande et en Suède. L'Union européenne est dans une situation de ralentissement économique, de mécontentement en zones rurales, doit faire face au changement climatique, et les problématiques de migrations reviennent régulièrement dans l'actualité.

### France

#### Seconde présidence d'Emmanuel Macron
En France, les élections européennes de 2024 sont les premières élections au suffrage universel direct depuis les élections présidentielle et législatives de 2022 qui ont vu la réélection d'Emmanuel Macron, la perte de sa majorité absolue à l'Assemblée nationale, l’émergence d'une union des partis de gauche et l'élection d'un nombre record de députés d'extrême droite.
Les deux années qui ont suivi la réélection du président de la République se sont déroulées dans un contexte social tendu, notamment à la suite de la réforme des retraites augmentant l'âge légal de départ de 62 à 64 ans, promulguée sans vote par l'utilisation de l'article 49.3 de la constitution et qui a mené à un mouvement social de grande ampleur. Le vote à la fin de l'année 2023 d'une loi sur l'immigration, qualifiée par le Rassemblement national de « victoire idéologique », provoque des tensions dans le camp présidentiel. Sur le plan économique, la France est confrontée à un déficit budgétaire plus élevé que prévu par le gouvernement,.
La coalition du président, Ensemble, est également confrontée à une absence de figure majeure pour mener la liste prévue pour le scrutin européen, la plupart des membres du gouvernement, comme Bruno Le Maire, s'y refusant. Un temps envisagé dans les sondages, Stéphane Séjourné est finalement nommé ministre de l'Europe et des Affaires étrangères dans le gouvernement Gabriel Attal, rendant peu probable sa désignation comme tête de liste. Emmanuel Macron choisit finalement la députée européenne Valérie Hayer, vue par certains membres de la majorité comme « un choix par défaut »,,.

#### Non-reconduction de la NUPES
Dès l'été 2022, plusieurs cadres de la coalition des partis de gauche Nouvelle Union populaire écologique et sociale (NUPES), dont Pierre Jouvet au Parti socialiste (PS), proposent la mise en place d'une liste commune pour ces élections européennes,. Cependant, à la fin de l'année 2022, Europe Écologie Les Verts, par la voix de sa secrétaire nationale, Marine Tondelier, exclut totalement la possibilité d'une liste commune à la NUPES. Ian Brossat, porte-parole du Parti communiste français (PCF), se déclare quant à lui « sceptique » au sujet de la formation d'une liste commune réunissant des partis ayant des « divergences profondes » sur la position à tenir vis-à-vis de l'Union européenne.
Le 1er juillet 2023, le secrétaire général des jeunes communistes, Léon Deffontaines, est désigné, par le conseil national du PCF, « chef de file » des communistes pour les élections européennes de 2024, avant que Marie Toussaint soit elle-même désignée tête de liste des écologistes le 10 juillet par les militants, avec 59,5 % face à David Cormand, qui sera en deuxième position sur la liste. Raphaël Glucksmann déclare le 13 septembre sa candidature aux élections européennes, en principe avec le PS, qui n'a pas encore choisi sa tête de liste ; l’essayiste rappelle l’existence cette fois d’« oppositions de fond » avec les communistes et les insoumis par rapport à 2019, notamment sur la question de l'Ukraine et de l'Europe de la défense,. Le 5 octobre, les militants du PS votent à plus de 90 % pour une liste socialiste autonome, actant définitivement l'absence de liste commune aux partis de la NUPES. Raphaël Glucksmann est finalement désigné tête de liste par le PS le 31 janvier. Manon Aubry est également désignée pour conduire à nouveau la tête de liste de la La France insoumise le même mois,.

#### Députés sortants

Répartition des 79 sièges par liste, élections de 2019 avec changement du nombre de sièges en 2020 par Brexit

En 2019, trente-quatre listes s'étaient présentées aux élections européennes. Cependant, seules six d'entre elles avait atteint le seuil électoral et obtenu des sièges. Ces élus avaient intégré six groupes politiques au Parlement européen : ID, Renew, Verts/ALE, PPE, GUE/NGL et S&D.

### Bilan des députés français
Arrivés en première position aux élections européennes de 2019, les députés français du Rassemblement national (RN), inscrits au groupe Identité et démocratie (ID), sont dans l'opposition et considèrent donc qu'ils n'ont pas de bilan à défendre. Selon Jean-Paul Garraud, député européen du RN, le groupe s'est opposé à 60 % des textes proposés au Parlement européen. Le parti est critiqué pour avoir remis peu de rapports comparé aux autres partis : seulement six ont été présentés, tous par Gilles Lebreton. Le président du RN est, selon France Info, « rapporteur fictif » d'un rapport sur l'intelligence artificielle à l'ère du numérique.
Les députés européens français d'EÉLV ont écrit 19 rapports, nombre proche de celui des parlementaires européens de LFI (21).

## Modalités

### Mode de scrutin
Les 81 membres français du Parlement européen sont élus au scrutin proportionnel plurinominal avec listes fermées et seuil électoral de 5 % des suffrages exprimés dans une unique circonscription nationale. Les sièges sont répartis selon la méthode de la plus forte moyenne.
Lors de ces élections, 38 listes sont déposées. Selon les nuances attribuées aux listes par le ministère de l'Intérieur, il y a six listes d'extrême gauche, six listes de gauche, trois listes écologistes, une liste centriste, deux listes de droite, quatre listes d'extrême droite et seize listes diverses.
Lors des précédentes élections, ce mode de scrutin et l'application de ce seuil a conduit à la non-prise en compte de près de 20 % des suffrages exprimés, ce qui avait amené à une contestation de plusieurs partis, notamment le Parti animaliste. Le Conseil constitutionnel a toutefois débouté le parti en octobre 2019 et confirmé le caractère constitutionnel du seuil.
Comme en 2019, cette élection s'effectue dans le cadre d'une circonscription nationale unique.

### Dates du scrutin
À Saint-Pierre-et-Miquelon, en Martinique, en Guyane, à Saint-Martin, à Saint-Barthélemy, en Polynésie française et dans les ambassades et consulats situés en zones Amériques et Caraïbes, le vote a lieu le 8 juin 2024.
En France métropolitaine, à La Réunion, à Mayotte, en Nouvelle-Calédonie et dans les ambassades et consulats hors zone Amériques et Caraïbes, le vote a lieu le 9 juin 2024.

### Nombre de sièges
La répartition des sièges du Parlement européen en fixe 81 pour la France, soit deux de plus que lors de la précédente législature.

## Campagne

### Déroulement
Comme lors des élections européennes de 2019, le président Emmanuel Macron s'implique dans la campagne face aux prévisions du score du Rassemblement national, les sondages anticipant un écart du simple au double entre les deux listes. La liste du parti présidentiel chute de 20 % à 15 % d'intentions de vote entre le début de l'année et les derniers jours de campagne. Le risque d'une défaite cuisante pousse les principales figures du camp présidentiel à multiplier les interventions, parfois au détriment de Valérie Hayer : le Premier ministre, Gabriel Attal, accepte notamment de débattre en personne le 23 mai face à Jordan Bardella. Il tente en particulier d'orienter le débat par de nouvelles propositions de relance de la construction européenne qui n'intéressent que peu l’opinion, lors de son deuxième discours de la Sorbonne, en avril.
Un autre évènement qui illustre l'effacement de la tête de liste officielle de la majorité a lieu le 3 juin, lors d'un entretien-débat dans le grand auditorium de Radio France : alors que Valérie Hayer est en train de s'exprimer, le Premier ministre, qui sort d'une interview dans la matinale de France Info dans les mêmes locaux,, s'invite sur la scène et prend la parole pendant plusieurs minutes à sa place ; cette démarche est jugée humiliante, gênante et misogyne par les oppositions et les observateurs,,.
Les mauvaises prévisions pour la liste Renaissance profitent fortement à la liste Parti socialiste-Place publique menée par Raphaël Glucksmann, qui talonne la liste macroniste dans les sondages durant le dernier mois de campagne après avoir vu une augmentation des intentions de vote à partir de février 2024. Cette progression se fait également au détriment des listes écologique — Marie Toussaint s'approchant a contrario dangereusement du seuil de 5 % à partir du début du mois de juin — et insoumise, alors que les trois listes avoisinaient les 10 % dans les sondages publiés un an plus tôt. De son côté, la campagne du communiste Léon Deffontaines ne parvient pas à décoller, restant systématiquement sous les 5 %.
Il est remarqué que plusieurs des thèmes de campagne sont plus nationaux qu'européens et que l'enjeu se transforme en élection de mi-mandat marquée par un vote sanction ou un scrutin de préparation pour les élections présidentielles de 2027,.
Dans le contexte de la guerre opposant Israël au Hamas depuis les attentats du 7 octobre 2023, plusieurs candidates et candidats sont victimes de harcèlement numérique: la juriste insoumise Rima Hassan, en raison de ses positions en faveur des Palestiniens,,  la tête de liste Parti socialiste-Place publique Raphaël Glucksmann et son colistier François Kalfon en raison de leurs origines juives,, ainsi que la présidente des Jeunes Socialistes Emma Rafowicz, également en raison de ses origines et de la situation de son oncle Olivier Rafowicz, porte-parole de Tsahal,,. Elle dénonce le caractère délétère de la campagne dans le journal Libération le 23 mars 2024.

### Audiovisuel

#### Débats télévisés
Les débats entre les têtes de liste des partis européens (Spietzenkandidaten) n’ont pas été diffusés par les grands médias en France. Les débats télévisés nationaux, basés sur des listes nationales, ont été préférés. Les sujets européens ont ainsi été abordés d'un point de vue spécifiquement national, plutôt sur un mode de refus.

##### Débats réunissant la majorité des principaux partis
| Date                | Organisateurs                                                    | Présentateurs                                                         | Présence des représentants des principales listes et des partis les soutenant : P Présent NI Non invité A Absent | Présence des représentants des principales listes et des partis les soutenant : P Présent NI Non invité A Absent | Présence des représentants des principales listes et des partis les soutenant : P Présent NI Non invité A Absent | Présence des représentants des principales listes et des partis les soutenant : P Présent NI Non invité A Absent | Présence des représentants des principales listes et des partis les soutenant : P Présent NI Non invité A Absent | Présence des représentants des principales listes et des partis les soutenant : P Présent NI Non invité A Absent | Présence des représentants des principales listes et des partis les soutenant : P Présent NI Non invité A Absent | Présence des représentants des principales listes et des partis les soutenant : P Présent NI Non invité A Absent | Présence des représentants des principales listes et des partis les soutenant : P Présent NI Non invité A Absent | Présence des représentants des principales listes et des partis les soutenant : P Présent NI Non invité A Absent | Présence des représentants des principales listes et des partis les soutenant : P Présent NI Non invité A Absent | Présence des représentants des principales listes et des partis les soutenant : P Présent NI Non invité A Absent | Présence des représentants des principales listes et des partis les soutenant : P Présent NI Non invité A Absent | Présence des représentants des principales listes et des partis les soutenant : P Présent NI Non invité A Absent | Présence des représentants des principales listes et des partis les soutenant : P Présent NI Non invité A Absent | Présence des représentants des principales listes et des partis les soutenant : P Présent NI Non invité A Absent | Réf.   |
| Date                | Organisateurs                                                    | Présentateurs                                                         | LO | PCF | FI | EÉLV | PP - PS | ND | EAC | PRG - RPS | ENS | RES | LR | LP | RN | REC | UPR | PA | Réf.   |
| ------------------- | ---------------------------------------------------------------- | --------------------------------------------------------------------- | --- | --- | --- | --- | --- | --- | --- | --- | --- | --- | --- | --- | --- | --- | --- | --- | ------ |
| Date                | Organisateurs                                                    | Présentateurs                                                         | | | | | | | | | | | | | | | | | Réf.   |
| Nombre de présences | Nombre de présences                                              | Nombre de présences                                                   | 1 | 7 | 11 | 11 | 11 | 1 | 1 | 1 | 12 | 1 | 12 | 1 | 12 | 10 | 1 | 2 |        |
| 14 mars 2024        | La Chaîne parlementaire Groupe EBRA                              | Thomas Hugues Nathalie Mauret                                         | NI | P Deffontaines                                                                                                   | P Aubry | P Toussaint | P Glucksmann | NI | NI | NI | P Hayer | NI | P Bellamy | NI | P Mariani | P Maréchal | NI | NI | ,      |
| 27 mars 2024        | France Info ChangeNOW                                            | Lucie Chaumette Gaspard Guermonprez                                   | NI | NI | P Aubry | P Toussaint | P Lalucq | NI | NI | NI | P Beaune | NI | P Bellamy | NI | P Androuët | P Bay | NI | NI | ,      |
| 5 avril 2024        | Entreprises de taille humaine, indépendantes et de croissance    | Sophie de Menthon Jean-Baptiste Giraud                                | NI | P Jaber | NI | P Satouri | P Lalucq | NI | NI | NI | P Maillard | NI | P Bellamy | NI | P Bardella | P Maréchal | NI | P Thouy | ,      |
| 10 avril 2024       | France 24 Radio France internationale                            | Caroline de Camaret Valérie Gas                                       | NI | P Deffontaines                                                                                                   | P Aubry | P Toussaint | P Glucksmann | NI | NI | NI | P Hayer | NI | P Bellamy | NI | P Leggeri | P Maréchal | NI | NI | ,      |
| 16 avril 2024       | The Shift Project Université d'Angers                            | Jean-Marc Jancovici                                                   | NI | NI | P Aubry | P Toussaint | P Glucksmann | NI | NI | NI | P Hayer | NI | P Bellamy | NI | P Tanguy | NI | NI | NI | ,      |
| 16 avril 2024       | Mouvement européen France La Voix du Nord Le Courrier picard Wéo | Jean-Michel Lobry Orianne Maerten Julien Lecuyer                      | NI | NI | P Le Coq | P Camara | P Kerrich | NI | NI | NI | P Grudler | NI | P Fasquelle | NI | P Ballard | NI | NI | NI | ,      |
| 18 avril 2024       | Mouvement des entreprises de France                              | Raphaëlle Duchemin                                                    | NI | NI | P Aubry | P Toussaint | P Glucksmann | NI | NI | NI | P Hayer | NI | P Bellamy | NI | P Bardella | P Maréchal | NI | NI | ,      |
| 5 mai 2024          | RTL Le Figaro M6 Paris Première LCP - Assemblée nationale        | Olivier Bost Pauline Buisson Anaïs Bouton Myriam Encaoua Jim Jarrassé | NI | NI | P Aubry | P Toussaint | P Glucksmann | NI | NI | NI | P Hayer | NI | P Bellamy | NI | P Bardella | P Maréchal | NI | NI | ,      |
| 21 mai 2024         | LCI                                                              | David Pujadas                                                         | NI | P Deffontaines                                                                                                   | P Aubry | P Toussaint | P Glucksmann | NI | NI | NI | P Hayer | NI | P Bellamy | NI | P Bardella | P Maréchal | NI | NI | ,      |
| 27 mai 2024         | BFM TV RMC                                                       | Apolline de Malherbe Maxime Switek                                    | NI | P Deffontaines                                                                                                   | P Aubry | P Toussaint | P Glucksmann | NI | NI | NI | P Hayer | NI | P Bellamy | NI | P Bardella | P Maréchal | NI | NI | ,      |
| 30 mai 2024         | CNews                                                            | Laurence Ferrari Pierre de Vilno                                      | NI | P Deffontaines                                                                                                   | P Aubry | A Toussaint | A Glucksmann | NI | NI | NI | P Hayer | NI | P Bellamy | NI | P Bardella | P Maréchal | NI | NI | ,      |
| 4 juin 2024         | France 2                                                         | Caroline Roux                                                         | NI | P Deffontaines                                                                                                   | P Aubry | P Toussaint | P Glucksmann | NI | NI | NI | P Hayer | NI | P Bellamy | NI | P Bardella | P Maréchal | NI | NI | [ 83 ] |
| 4 juin 2024         | France 2                                                         | Caroline Roux                                                         | P Arthaud | NI | NI | NI | NI | P Larrouturou | P Governatori | P Lacroix | NI | P Lassalle | NI | P Philippot | NI | NI | P Asselineau | P Thouy | [ 83 ] |

### Médias sociaux
Sur les médias sociaux, certaines organisations pouvant être proches de partis politiques achètent bonnes quantités d’encarts qui sont publiés par des médias sociaux tels que Facebook, Instagram ou YouTube. En même temps, en France, les publicités politiques sur Internet sont interdites durant les périodes de campagne électorale.
Des candidats aux élections européennes font également leur promotion sur le média social TikTok, très vu par les plus jeunes électeurs. La promotion politique s'y fait par la séduction au travers de vidéos courtes et directes, avec des phrases souvent jugées assassines et des musiques de boîte de nuit plutôt qu'en proposant des mesures politiques. Certains candidats possèdent jusqu'à un million d’abonnés.
Durant la campagne, le candidat Raphaël Glucksmann est averti par Viginum, le service chargé de la vigilance et de protection contre les ingérences numériques étrangères, qu'il est victime d'une campagne de désinformation. Cette campagne serait menée par la Chine, notamment sur X, par des utilisateurs suspects. Les profils, souvent en mandarin, accusent le candidat d'être un agent de la CIA, de servir les États-Unis, et d'être un proche du dictateur georgien Mikheil Saakachvili. De nombreux messages lui reprochent d'avoir été le plus proche conseiller du dictateur de 2009 à 2012, et d'avoir été, à la même époque, marié à Eka Zgouladze, une ministre géorgienne chargée des affaires intérieures ayant reconnue l'usage de torture dans ses prisons. Ces allégations sont reprisent par certaines personnalités comme François Asselineau, et par des groupes d'extrême gauche.

## Listes
Le 17 mai 2024, 37 listes sont déposées et leur ordre est tiré au sort. Le Journal officiel publie les noms des candidats le 18 mai. Ce nombre constitue une nouvelle fois un record pour un scrutin national en France. À la suite d'une décision du Conseil d'État, une 38e liste est ajoutée le 23 mai 2024. Avec 81 candidats par liste, il y a au total 3 078 candidats.
Les listes sont classées selon l'ordre du tirage du ministère de l'Intérieur,.

## Sondages
La liste du Rassemblement national (RN), menée par Jordan Bardella, est en tête des intentions de votes dès le début de la campagne électorale, devançant nettement la liste « Besoin d’Europe » menée par Valérie Hayer et « Réveiller l'Europe » de Raphaël Glucksmann,. Ces listes sont alors respectivement deuxième et troisième dans les intentions de vote, mais l'écart entre la liste de Valérie Hayer et celle de Raphaël Glucksmann se réduit dès le début de la campagne.
La très confortable première place de Jordan Bardella, beaucoup plus confortable qu'en 2019, est correctement anticipée par les derniers sondages. La percée de Raphaël Glucksmann est aussi correctement anticipée, voire surestimée, les six derniers sondages réalisés avant le vote lui donnant plus que ses 13,8 %. Les sept premiers sondages réalisés après sa désignation de tête de liste (Ifop, Ipsos, BVA, Yougov, Elabe, Opinionway et Cluster) lui donnaient entre 9 % et 11 %, seul Harris le plaçant un peu au dessus. À partir de la mi-avril, tous les sondages donnent à 12 % au minimum et Valérie Hayer à 18 % au maximum. Quand peu après Valérie Hayer est désignée tête de liste Renaissance (29 février 2024), plusieurs sondages lui donnent 19 à 21 %, avant qu'elle commence à baisser mi-avril au bénéfice de Raphaël Glucksmann.
Le thème du croisement des courbes de sondages entre Hayer et Glucksmann  émerge dès le 4 avril, lorsque une analyse de Public Sénat estime que « les listes socialiste et Renaissance sont potentiellement au coude à coude » puis prend de l'ampleur à la mi-avril alors qu'un écart de deux points demeure entre la tête de liste Renaissance (16 %) et celle de la liste PS-Place publique,. Un mois après, le croisement, toujours anticipé, ne s'est toujours pas produit dans le sondages, et ne se produira pas.

### Intentions de vote
La liste complète des sondages est disponible sur la page détaillée, seuls les sondages effectués après le dépôt des listes figurent ci-dessous (17 mai).
| Institut                                                                                                   | Dates                | Échantillon | LO     | NPA    | PCF    | LFI    | UDMF   | PS - PP | EELV   | ND     | PRG - RPS | EAC    | EP     | ENS     | RES    | LR     | LP     | RN      | REC    | UPR    | PA     | Autres |
| --- | -------------------- | ----------- | ------ | ------ | ------ | ------ | ------ | ------- | ------ | ------ | --------- | ------ | ------ | ------- | ------ | ------ | ------ | ------- | ------ | ------ | ------ | ------ |
| Institut                                                                                                   | Dates                | Échantillon |        |        |        |        |        |         |        |        |           |        |        |         |        |        |        |         |        |        |        |        |
| Résultats                                                                                                  | 9 juin 2024          | 25 470 472  | 0,49 % | 0,15 % | 2,36 % | 9,89 % | 0,06 % | 13,83 % | 5,50 % | 0,05 % | 0,26 %    | 1,28 % | 0,42 % | 14,60 % | 2,35 % | 7,25 % | 0,93 % | 31,37 % | 5,47 % | 1,02 % | 2,00 % | –      |
| Arrêt de publication des sondages en France (7 juin 2024).                                                 |                      |             |        |        |        |        |        |         |        |        |           |        |        |         |        |        |        |         |        |        |        |        |
| Ipsos | 6-7 juin 2024        | 8 923       | 0,5 %  | 0,5 %  | 2,5 %  | 9,5 %  | <0,5 % | 14,5 %  | 5 %    | <0,5 % | 0,5 %     | 1 %    | <0,5 % | 15 %    | 1,5 %  | 7 %    | 1 %    | 32 %    | 5,5 %  | 0,5 %  | 2,5 %  | –      |
| Harris Interactive                                                                                         | 6-7 juin 2024        | 2 356       | 0,5 %  | 0,5 %  | 3 %    | 9,5 %  | 0,5 %  | 13 %    | 5 %    | <0,5 % | 0,5 %     | 1 %    | 0,5 %  | 14 %    | 1,5 %  | 7,5 %  | 1 %    | 32 %    | 5 %    | 0,5 %  | 1,5 %  | –      |
| Cluster 17                                                                                                 | 6-7 juin 2024        | 2 300       | 0,5 %  | <0,5 % | 2 %    | 9 %    | <0,5 % | 13 %    | 5 %    | 0,5 %  | 0,5 %     | 0,5 %  | <0,5 % | 15 %    | 1,5 %  | 7 %    | 1 %    | 31 %    | 5,5 %  | 1 %    | 2,5 %  | –      |
| Elabe | 5-7 juin 2024        | 1 874       | 1 %    | 0,5 %  | 2,5 %  | 9,5 %  | <0,5 % | 14,5 %  | 5,5 %  | <0,5 % | <0,5 %    | 0,5 %  | 0,5 %  | 16 %    | 1,5 %  | 6 %    | 1 %    | 32 %    | 5,5 %  | 1 %    | 2,5 %  | –      |
| Ifop | 4-7 juin 2024        | 2 725       | 0,5 %  | 0,5 %  | 2,5 %  | 9 %    | <0,5 % | 13 %    | 5,5 %  | 0,5 %  | 0,5 %     | 0,5 %  | 0,5 %  | 14,5 %  | 1,5 %  | 7 %    | 1 %    | 33 %    | 6 %    | 1 %    | 2,5 %  | –      |
| Odoxa | 5-6 juin 2024        | 1 808       | 1,5 %  | 0,5 %  | 2 %    | 7 %    | –      | 14 %    | 5 %    | 0,5 %  | –         | –      | 0,5 %  | 15 %    | 2 %    | 7 %    | 1 %    | 32 %    | 6 %    | 1 %    | 3,5 %  | –      |
| Ipsos | 5-6 juin 2024        | 1 738       | 0,5 %  | 0,5 %  | 2,5 %  | 9 %    | <0,5 % | 13,5%   | 6 %    | <0,5 % | 0,5 %     | 1,5 %  | 0,5 %  | 15,5 %  | 1 %    | 7 %    | 1 %    | 32 %    | 5,5 %  | 1 %    | 1,5 %  | –      |
| Harris Interactive                                                                                         | 5-6 juin 2024        | 2 403       | 0,5 %  | 0,5 %  | 3,5 %  | 8,5 %  | <0,5 % | 13 %    | 5,5 %  | <0,5 % | <0,5 %    | 0,5 %  | 0,5 %  | 14,5 %  | 1 %    | 7 %    | 1 %    | 32 %    | 5 %    | 0,5 %  | 1,5 %  | –      |
| OpinionWay                                                                                                 | 4-6 juin 2024        | 2 182       | 1 %    | 1 %    | 2 %    | 8 %    | <1 %   | 14 %    | 5 %    | <1 %   | <1 %      | <1 %   | <1 %   | 15 %    | 1 %    | 6 %    | 1 %    | 33 %    | 6 %    | 1 %    | 3 %    | –      |
| Harris Interactive                                                                                         | 4-5 juin 2024        | 2 502       | 0,5 %  | 0,5 %  | 3 %    | 9 %    | 0,5 %  | 13 %    | 6 %    | 0,5 %  | <0,5 %    | 0,5 %  | <0,5 % | 14 %    | 1,5 %  | 7,5 %  | 0,5 %  | 32 %    | 5 %    | 1 %    | 2 %    | –      |
| OpinionWay                                                                                                 | 4-5 juin 2024        | 963         | <1 %   | 1 %    | 3 %    | 7 %    | <1 %   | 13 %    | 6 %    | <1 %   | <1 %      | <1 %   | <1 %   | 15 %    | 1 %    | 7 %    | 1 %    | 33 %    | 6 %    | 1 %    | 2 %    | –      |
| BVA | 3-5 juin 2024        | 1 398       | 1 %    | 0,5 %  | 2,5 %  | 7,5 %  | 0 %    | 14 %    | 5,5 %  | 0,5 %  | 0,5 %     | 1 %    | <0,5 % | 16 %    | 1 %    | 6,5 %  | 0,5 %  | 33 %    | 5 %    | 1,5 %  | 2,5 %  | –      |
| YouGov | 31 mai - 5 juin 2024 | 1 035       | 0,57 % | 0,06 % | 2,91 % | 6,38 % | 1,23 % | 11,55 % | 4,42 % | 0,50 % | 1,18 %    | 0,79 % | 0,31 % | 15,27 % | 1,04 % | 5,96 % | 1,48 % | 32,34 % | 5,12 % | 1,23 % | 3,20 % | –      |
| Harris Interactive                                                                                         | 3-4 juin 2024        | 2 520       | 0,5 %  | 0,5 %  | 3 %    | 9 %    | 0,5 %  | 13 %    | 6 %    | <0,5 % | <0,5 %    | <0,5 % | <0,5 % | 14 %    | 1 %    | 7,5 %  | 1 %    | 32 %    | 5 %    | 1 %    | 1,5 %  | –      |
| Ifop | 31 mai - 4 juin 2024 | 2 734       | 0,5 %  | 0,5 %  | 2,5 %  | 7,5 %  | <0,5 % | 14 %    | 5,5 %  | 0,5 %  | <0,5 %    | 0,5 %  | 0,5 %  | 15 %    | 1 %    | 7 %    | 1 %    | 33 %    | 6 %    | 1 %    | 2 %    | –      |
| Harris Interactive                                                                                         | 2-3 juin 2024        | 2 445       | 0,5 %  | 0,5 %  | 3 %    | 9 %    | <0,5 % | 13 %    | 6 %    | <0,5 % | <0,5 %    | 0,5 %  | 0,5 %  | 14,5 %  | 1 %    | 7,5 %  | 1 %    | 32 %    | 5 %    | 1 %    | 1,5 %  | –      |
| Harris Interactive                                                                                         | 30-31 mai 2024       | 2 519       | 0,5 %  | 0,5 %  | 3 %    | 8,5 %  | 0,5 %  | 13,5 %  | 5,5 %  | <0,5 % | <0,5 %    | 0,5 %  | 0,5 %  | 14,5 %  | 1 %    | 7 %    | 1 %    | 32 %    | 5,5 %  | 1 %    | 2 %    | –      |
| Elabe | 29-31 mai 2024       | 1 803       | 1 %    | 0,5 %  | 3 %    | 8,5 %  | 0 %    | 13 %    | 7 %    | 0 %    | 0,5 %     | 0,5 %  | 0,5 %  | 16 %    | 1 %    | 6,5 %  | 1 %    | 32,5 %  | 5 %    | 1 %    | 2 %    | –      |
| Ifop | 28-31 mai 2024       | 2 713       | 0,5 %  | 0,5 %  | 3 %    | 7 %    | <0,5 % | 14 %    | 6,5 %  | <0,5 % | <0,5 %    | 0,5 %  | <0,5 % | 15,5 %  | 1 %    | 7 %    | 0,5 %  | 33,5 %  | 6,5 %  | 0,5 %  | 2 %    | –      |
| Ipsos | 27-30 mai 2024       | 11 430      | 0,5 %  | 0,5 %  | 2 %    | 8 %    | <0,5 % | 14,5 %  | 6 %    | 0,5 %  | 0,5 %     | 0,5 %  | 0,5 %  | 16 %    | 1 %    | 7 %    | 1 %    | 33 %    | 5 %    | 1 %    | 1,5 %  | –      |
| Harris Interactive                                                                                         | 29-30 mai 2024       | 2 530       | 0,5 %  | 0,5 %  | 3 %    | 8 %    | <0,5 % | 13,5 %  | 5,5 %  | <0,5 % | <0,5 %    | 0,5 %  | 0,5 %  | 14,5 %  | 1 %    | 7 %    | 1 %    | 33 %    | 5,5 %  | 1 %    | 1,5 %  | –      |
| OpinionWay                                                                                                 | 28-30 mai 2024       | 2 149       | 1 %    | 2 %    | 2 %    | 6 %    | <1 %   | 14 %    | 5 %    | <1 %   | <1 %      | <1 %   | <1 %   | 15 %    | 1 %    | 7 %    | 1 %    | 33 %    | 6 %    | 1 %    | 2 %    | –      |
| Cluster 17                                                                                                 | 28-30 mai 2024       | 1 799       | 1 %    | 0,5 %  | 2 %    | 8 %    | <0,5 % | 13,5 %  | 5 %    | 0,5 %  | 0,5 %     | 0,5 %  | <0,5 % | 15,5 %  | 1,5 %  | 7 %    | 1,5 %  | 30 %    | 6 %    | 1,5 %  | 2,5 %  | –      |
| OpinionWay                                                                                                 | 28-29 mai 2024       | 1 008       | 1 %    | 3 %    | 2 %    | 6 %    | <1 %   | 14 %    | 5 %    | <1 %   | <1 %      | <1 %   | <1 %   | 15 %    | <1 %   | 7 %    | 1 %    | 32 %    | 7 %    | 1 %    | 2 %    | 3 %    |
| Harris Interactive                                                                                         | 28-29 mai 2024       | 2 283       | 0,5 %  | 0,5 %  | 3 %    | 8 %    | 0,5 %  | 14 %    | 5,5 %  | 0,5 %  | 0,5 %     | 0,5 %  | 0,5 %  | 14,5 %  | 1 %    | 7 %    | 1 %    | 32,5 %  | 5 %    | 1 %    | 1 %    | –      |
| Harris Interactive                                                                                         | 27-28 mai 2024       | 2 283       | 0,5 %  | 0,5 %  | 3 %    | 8,5 %  | <0,5 % | 14 %    | 5 %    | 0,5 %  | 0,5 %     | 0,5 %  | 0,5 %  | 15 %    | 1 %    | 7,5 %  | 1 %    | 32 %    | 5 %    | 0,5 %  | 1 %    | –      |
| Ifop | 24-28 mai 2024       | 1 809       | 0,5 %  | <0,5 % | 2,5 %  | 7,5 %  | 0,5 %  | 14 %    | 6 %    | <0,5 % | 0,5 %     | 0,5 %  | <0,5 % | 15,5 %  | 1 %    | 7 %    | 1 %    | 34 %    | 6 %    | 1 %    | 1,5 %  | –      |
| Harris Interactive                                                                                         | 24-27 mai 2024       | 2 347       | 0,5 %  | 0,5 %  | 3 %    | 8,5 %  | 0,5 %  | 14 %    | 5 %    | 0,5 %  | 0,5 %     | 0,5 %  | 0,5 %  | 14,5 %  | 1 %    | 7 %    | 1 %    | 32 %    | 5 %    | 1 %    | 1 %    | –      |
| Elabe | 24-25 mai 2024       | 1 804       | 1 %    | 0 %    | 2 %    | 8 %    | 0 %    | 13 %    | 6 %    | 0 %    | 0 %       | 1 %    | 0,5 %  | 15,5 %  | 1,5 %  | 7 %    | 0,5 %  | 33 %    | 5,5 %  | 1 %    | 2 %    | –      |
| Odoxa | 23-24 mai 2024       | 991         | 2 %    | 1 %    | 2,5 %  | 7 %    | <0,5 % | 13,5 %  | 6 %    | <0,5 % | <0,5 %    | 0,5 %  | <0,5 % | 15 %    | 1 %    | 7 %    | 1,5 %  | 34 %    | 4 %    | 0,5 %  | 1,5 %  | –      |
| Ifop | 21-24 mai 2024       | 1 362       | 0,5 %  | 0,5 %  | 2 %    | 7,5 %  | <0,5 % | 14,5 %  | 5 %    | <0,5 % | <0,5 %    | 0,5 %  | 0,5 %  | 16 %    | 1 %    | 7,5 %  | 1,5 %  | 33 %    | 6,5 %  | 0,5 %  | 1,5 %  | –      |
| OpinionWay                                                                                                 | 21-24 mai 2024       | 2 024       | 2 %    | 2 %    | 2 %    | 7 %    | <1 %   | 13 %    | 5 %    | <1 %   | <1 %      | <1 %   | <1 %   | 16 %    | <1 %   | 8 %    | 1 %    | 32 %    | 7 %    | <1 %   | 1 %    | –      |
| Cluster 17                                                                                                 | 21-22 mai 2024       | 1 667       | 1 %    | 0,5 %  | 2 %    | 8 %    | –      | 14 %    | 5 %    | 0,5 %  | 1 %       | 0,5 %  | 0,5 %  | 16 %    | 1,5 %  | 6,5 %  | 1,5 %  | 29 %    | 6 %    | 1,5 %  | 2 %    | 3 %    |
| OpinionWay                                                                                                 | 21-22 mai 2024       | 1 021       | 1 %    | 2 %    | 2 %    | 7 %    | <1 %   | 13 %    | 5 %    | <1 %   | <1 %      | <1 %   | <1 %   | 16 %    | 1 %    | 8 %    | 1 %    | 32 %    | 7 %    | 1 %    | 1 %    | –      |
| Viavoice                                                                                                   | 20-21 mai 2024       | 2 000       | 0,5 %  | 0,5 %  | 1 %    | 6,5 %  | 0,5 %  | 14 %    | 7 %    | <0,5 % | <0,5 %    | 1 %    | –      | 17 %    | 1,5 %  | 6,5 %  | 1 %    | 32 %    | 6 %    | 1 %    | 1,5 %  | 2 %    |
| Ifop | 19-21 mai 2024       | 1 344       | 1 %    | <0,5 % | 2 %    | 7,5 %  | <0,5 % | 15 %    | 5,5 %  | 0,5 %  | 0,5 %     | 0,5 %  | 0,5 %  | 16,5 %  | 1 %    | 7,5 %  | 1 %    | 32 %    | 6 %    | 1 %    | 1,5 %  | 0,5 %  |
| Le Journal Officiel publie les 38 listes candidates à l'élection des représentants au Parlement européen,. |                      |             |        |        |        |        |        |         |        |        |           |        |        |         |        |        |        |         |        |        |        |        |

### Projections en sièges
| Institut  | Date                  | Échantillon | LFI  | PS    | EÉLV | ENS   | LR  | RN    | REC |
| --------- | --------------------- | ----------- | ---- | ----- | ---- | ----- | --- | ----- | --- |
| Institut  | Date                  | Échantillon |      |       |      |       |     |       |     |
| Résultats | 9 juin 2024           | N/A         | 9    | 13    | 5    | 13    | 6   | 30    | 5   |
| Elabe     | 24-25 mai 2024        | 1 804       | 6-10 | 11-15 | 0-7  | 13-18 | 5-9 | 29-35 | 0-6 |
| Odoxa     | 23-24 mai 2024        | 991         | 6-7  | 13    | 5-6  | 15    | 6-7 | 34    | 0   |
| Ifop      | 9 mai - 13 mai        | 1 345       | 7    | 13    | 5    | 15    | 6   | 30    | 5   |
| Elabe     | 30 avril - 3 mai 2024 | 1 460       | 7-10 | 10-14 | 6-9  | 14-19 | 5-8 | 28-34 | 0-6 |
| Odoxa     | 25 - 26 avril 2024    | 1 005       | 6    | 11    | 6    | 15    | 7   | 31    | 5   |
| Ifop      | 8-11 avril 2024       | 1 355       | 7    | 11    | 5    | 16    | 7   | 29    | 6   |
| Ifop      | 4-8 avril 2024        | 1 343       | 7    | 10    | 6    | 17    | 7   | 29    | 5   |
| Elabe     | 5 - 7 mars 2024       | 1 504       | 6-9  | 7-11  | 7-12 | 15-20 | 6-9 | 27-33 | 0-6 |
| Ipsos     | 1er-4 mars 2024       | 2 000       | 6    | 11    | 7    | 17    | 7   | 28    | 5   |
| Odoxa     | 21 - 22 février 2024  | 939         | 5    | 10    | 7-8  | 17    | 7-8 | 28    | 6   |
| Odoxa     | 13 - 14 décembre 2023 | 1 004       | 6    | 8     | 5    | 20    | 8   | 29    | 5   |
| Résultats | 26 mai 2019           | N/A         | 6    | 6     | 13   | 23    | 8   | 23    | –   |

## Résultats

### Résultats nationaux
|                                    | |            |       |               |        |               |           |  |
| Liste Parti politique ou coalition | Liste Parti politique ou coalition | Voix       | %     | +/-           | Sièges | +/-           | Groupe    |  |
|                                    | La France revient ! Avec Jordan Bardella et Marine Le Pen Rassemblement national, L'Avenir français | 7 765 936  | 31,37 | 8,03          | 30     | 7             | PfE       |  |
|                                    | Besoin d’Europe Ensemble, Renaissance, Mouvement démocrate, Horizons, Parti radical, Fédération progressiste, Union des démocrates et indépendants, Force européenne démocrate, Convention démocrate, Canal écologiste républicain                                                                                          | 3 614 646  | 14,60 | 7,82          | 13     | 10            | RE        |  |
|                                    | Réveiller l'Europe Place publique, Parti socialiste | 3 424 216  | 13,83 | 7,64          | 13     | 7             | S&D       |  |
|                                    | La France insoumise – Union populaire La France insoumise, Gauche écosocialiste, Parti ouvrier indépendant, Révolution écologique pour le vivant, Péyi-A, Pour La Réunion | 2 448 703  | 9,89  | 3,58          | 9      | 3             | GUE/NGL   |  |
|                                    | La droite pour faire entendre la voix de la France en Europe Les Républicains, Les Centristes - Le Nouveau Centre | 1 794 171  | 7,25  | 1,23          | 6      | 2             | PPE       |  |
|                                    | Europe Écologie Les Écologistes – EÉLV, Alternative alsacienne | 1 361 883  | 5,50  | 7,98          | 5      | 8             | Verts/ALE |  |
|                                    | La France fière, menée par Marion Maréchal et soutenue par Éric Zemmour Reconquête, Mouvement conservateur | 1 353 127  | 5,47  | Nv.           | 5      | 5             | ENS/CRE   |  |
|                                    | Gauche unie pour le monde du travail soutenue par Fabien Roussel Parti communiste français, Fédération de la gauche républicaine, L'Engagement, Gauche républicaine et socialiste, Mouvement républicain et citoyen, Les Radicaux de gauche, Parti communiste réunionnais, Humains et dignes, Parti communiste martiniquais | 584 067    | 2,36  | 0,13          | 0      | en stagnation |           |  |
|                                    | Alliance rurale Résistons | 582 901    | 2,35  | Nv.           | 0      | en stagnation |           |  |
|                                    | Parti animaliste – Les animaux comptent, votre voix aussi Parti animaliste | 495 936    | 2,00  | 0,16          | 0      | en stagnation |           |  |
|                                    | Écologie au centre Écologie au centre, Égalité Europe Écologie, Régions unies d'Europe, Génération animal, Jeunes Ecqo, La France autrement | 316 136    | 1,28  | N/a           | 0      | en stagnation |           |  |
|                                    | Liste Asselineau-Frexit, pour le pouvoir d'achat et pour la paix Union populaire républicaine | 253 036    | 1,02  | 0,15          | 0      | en stagnation |           |  |
|                                    | L'Europe ça suffit ! Les Patriotes, Via, la voie du peuple | 229 190    | 0,93  | 0,28          | 0      | en stagnation |           |  |
|                                    | Lutte ouvrière le camp des travailleurs Lutte ouvrière, Combat ouvrier | 121 281    | 0,49  | 0,29          | 0      | en stagnation |           |  |
|                                    | Écologie positive et territoires Écologie positive, Cap21, France Écologie, Le Trèfle - Les nouveaux écologistes, Les Universalistes, 100 % citoyens, Le Mouvement pour les animaux, Parti nationaliste basque | 104 954    | 0,42  | Nv.           | 0      | en stagnation |           |  |
|                                    | Équinoxe : écologie pratique et renouveau démocratique Équinoxe | 73 002     | 0,29  | Nv.           | 0      | en stagnation |           |  |
|                                    | Europe Territoires Écologie Parti radical de gauche, Régions et peuples solidaires, Volt France, Mouvement des progressistes, Mouvement des citoyens, Collectif des sociaux-démocrates réformateurs | 63 482     | 0,26  | N/a           | 0      | en stagnation |           |  |
|                                    | Pour un monde sans frontières ni patrons, urgence révolution ! Nouveau Parti anticapitaliste – Révolutionnaires | 37 434     | 0,15  | Nv.           | 0      | en stagnation |           |  |
|                                    | Parti pirate Parti pirate | 28 119     | 0,11  | 0,02          | 0      | en stagnation |           |  |
|                                    | Free Palestine Union des démocrates musulmans français | 14 986     | 0,06  | 0,07          | 0      | en stagnation |           |  |
|                                    | Nous le peuple République souveraine, L'Appel au peuple | 13 886     | 0,06  | Nv.           | 0      | en stagnation |           |  |
|                                    | Changer l'Europe Nouvelle Donne, Allons enfants | 13 068     | 0,05  | N/a           | 0      | en stagnation |           |  |
|                                    | Espéranto langue commune Europe Démocratie Espéranto | 10 349     | 0,04  | 0,04          | 0      | en stagnation |           |  |
|                                    | PACE - Parti des citoyens européens, pour l'armée européenne, pour l'Europe sociale, pour la planète ! Parti des citoyens européens, La France a des Elles | 7 397      | 0,03  | en stagnation | 0      | en stagnation |           |  |
|                                    | France Libre France libre, Union de la Résistance, Alliance Révolutionnaire, Réflexions Interrogations Citoyennes, Politique de Vie, Mouvement Paix (MPAI7), Contre-Attack défense des droits Humains | 5 474      | 0,02  | Nv.           | 0      | en stagnation |           |  |
|                                    | Défendre les enfants Sans parti | 5 214      | 0,02  | Nv.           | 0      | en stagnation |           |  |
|                                    | Forteresse Europe — Liste d'unité nationaliste Les Nationalistes | 5 096      | 0,02  | Nv.           | 0      | en stagnation |           |  |
|                                    | « Pour le pain, la paix, la liberté ! » présentée par le Parti des travailleurs Parti des travailleurs | 4 120      | 0,02  | Nv.           | 0      | en stagnation |           |  |
|                                    | La ruche citoyenne La ruche citoyenne, Nouvelle organisation unie et solidaire, Coalition européenne, Résistance et liberté, Le Chapiteau | 4 038      | 0,02  | Nv.           | 0      | en stagnation |           |  |
|                                    | Paix et décroissance Écologie politique, pacifisme et objection de croissance, Brouette, Décroissance Elections | 3 726      | 0,02  | 0,01          | 0      | en stagnation |           |  |
|                                    | Pour une autre Europe Fédération citoyenne | 3 688      | 0,02  | Nv.           | 0      | en stagnation |           |  |
|                                    | Non à l'UE et à l'OTAN, communistes pour la paix et le progrès social Association nationale des communistes | 3 078      | 0,01  | Nv.           | 0      | en stagnation |           |  |
|                                    | Non ! Prenons-nous en mains Rester libre | 1 507      | 0,01  | Nv.           | 0      | en stagnation |           |  |
|                                    | Parti révolutionnaire Communistes Parti révolutionnaire Communistes | 1 497      | 0,01  | en stagnation | 0      | en stagnation |           |  |
|                                    | Pour une démocratie réelle : décidons nous-mêmes ! Décidons nous-mêmes !, Decidemos, Tout par le peuple, Démocratie Réelle, RIC-France, Culture-RIC, Oui au RIC | 1 443      | 0,01  | Nv.           | 0      | en stagnation |           |  |
|                                    | Pour une humanité souveraine Changement citoyen | 1 230      | 0,00  | Nv.           | 0      | en stagnation |           |  |
|                                    | Liberté démocratique française Liberté démocratique française | 1 007      | 0,00  | Nv.           | 0      | en stagnation |           |  |
|                                    | Démocratie représentative Démocratie représentative | 749        | 0,00  | 0,01          | 0      | en stagnation |           |  |
|                                    | |            |       |               |        |               |           |  |
| Suffrages exprimés                 | Suffrages exprimés | 24 753 773 | 97,19 |               |        |               |           |  |
| Votes blancs                       | Votes blancs | 346 240    | 1,36  |               |        |               |           |  |
| Votes nuls                         | Votes nuls | 370 459    | 1,45  |               |        |               |           |  |
| Total                              | Total | 25 470 472 | 100   | –             | 81     | 2             | –         |  |
| Abstentions                        | Abstentions | 23 992 509 | 48,51 |               |        |               |           |  |
| Inscrits / Participation           | Inscrits / Participation | 49 462 981 | 51,49 |               |        |               |           |  |

### Par département
| Département                     | RN      | RN    | ENS     | ENS   | PS–PP   | PS–PP | LFI     | LFI   | LR     | LR    | EÉLV   | EÉLV  | REC    | REC   | PCF    | PCF  | RES    | RES  | PA     | PA   | EAC    | EAC  | UPR   | UPR  | LP    | LP   | Autres | Autres | P.    |
| Département                     | #       | %     | #       | %     | #       | %     | #       | %     | #      | %     | #      | %     | #      | %     | #      | %    | #      | %    | #      | %    | #      | %    | #     | %    | #     | %    | #      | %      | P.    |
| ------------------------------- | ------- | ----- | ------- | ----- | ------- | ----- | ------- | ----- | ------ | ----- | ------ | ----- | ------ | ----- | ------ | ---- | ------ | ---- | ------ | ---- | ------ | ---- | ----- | ---- | ----- | ---- | ------ | ------ | ----- |
| Ain                             | 86 768  | 36,53 | 34 617  | 14,57 | 27 559  | 11,60 | 17 757  | 7,48  | 17 975 | 7,57  | 11 658 | 4,91  | 14 201 | 5,98  | 3 947  | 1,66 | 5 027  | 2,12 | 4 445  | 1,87 | 3 509  | 1,48 | 2 598 | 1,09 | 2 335 | 0,98 | 5 127  | 2,16   | 54,37 |
| Aisne                           | 93 021  | 50,64 | 20 761  | 11,30 | 14 283  | 7,78  | 9 722   | 5,29  | 11 475 | 6,25  | 4 342  | 2,36  | 9 152  | 4,98  | 4 251  | 2,31 | 4 021  | 2,19 | 4 434  | 2,41 | 1 546  | 0,84 | 1 635 | 0,89 | 1 579 | 0,86 | 3 467  | 1,89   | 50,77 |
| Allier                          | 48 354  | 36,70 | 17 124  | 13,00 | 15 522  | 11,78 | 6 827   | 5,18  | 11 696 | 8,88  | 4 044  | 3,07  | 7 004  | 5,32  | 6 715  | 5,10 | 5 147  | 3,91 | 3 081  | 2,34 | 1 312  | 1,00 | 1 347 | 1,02 | 1 386 | 1,05 | 2 211  | 1,68   | 55,66 |
| Alpes-de-Haute-Provence         | 26 261  | 36,30 | 8 737   | 12,08 | 9 858   | 13,63 | 6 181   | 8,54  | 3 026  | 4,18  | 3 813  | 5,27  | 4 174  | 5,77  | 2 134  | 2,95 | 2 630  | 3,64 | 1 420  | 1,96 | 911    | 1,26 | 1 020 | 1,41 | 843   | 1,17 | 1 329  | 1,84   | 57,63 |
| Hautes-Alpes                    | 20 164  | 31,06 | 9 130   | 14,06 | 10 075  | 15,52 | 4 973   | 7,66  | 3 574  | 5,50  | 4 815  | 7,42  | 3 695  | 5,69  | 1 535  | 2,36 | 2 160  | 3,33 | 1 205  | 1,86 | 866    | 1,33 | 798   | 1,23 | 647   | 1,00 | 1 291  | 1,99   | 58,17 |
| Alpes-Maritimes                 | 155 968 | 37,73 | 53 692  | 12,99 | 39 245  | 9,49  | 32 825  | 7,94  | 36 725 | 8,88  | 15 446 | 3,74  | 37 783 | 9,14  | 6 253  | 1,51 | 4 581  | 1,11 | 8 619  | 2,09 | 5 581  | 1,35 | 4 966 | 1,20 | 4 871 | 1,18 | 6 797  | 1,64   | 53,45 |
| Ardèche                         | 50 561  | 34,71 | 17 758  | 12,19 | 20 278  | 13,92 | 11 248  | 7,72  | 9 396  | 6,45  | 7 970  | 5,47  | 8 338  | 5,72  | 4 356  | 2,99 | 4 844  | 3,33 | 2 768  | 1,90 | 1 760  | 1,21 | 1 812 | 1,24 | 1 613 | 1,11 | 2 954  | 2,03   | 58,06 |
| Ardennes                        | 41 841  | 45,92 | 10 890  | 11,95 | 8 048   | 8,83  | 5 186   | 5,69  | 6 633  | 7,28  | 2 420  | 2,66  | 4 764  | 5,23  | 2 105  | 2,31 | 2 800  | 3,07 | 2 153  | 2,36 | 917    | 1,01 | 847   | 0,93 | 850   | 0,93 | 1 654  | 1,82   | 50,54 |
| Ariège                          | 21 781  | 32,52 | 6 481   | 9,68  | 11 668  | 17,42 | 6 428   | 9,60  | 2 201  | 3,29  | 3 678  | 5,49  | 3 091  | 4,61  | 2 068  | 3,09 | 4 639  | 6,93 | 1 241  | 1,85 | 638    | 0,95 | 889   | 1,33 | 760   | 1,13 | 1 423  | 2,12   | 57,83 |
| Aube                            | 46 972  | 44,12 | 13 609  | 12,78 | 9 208   | 8,65  | 6 520   | 6,12  | 9 588  | 9,01  | 3 068  | 2,88  | 6 008  | 5,64  | 1 927  | 1,81 | 2 232  | 2,10 | 2 370  | 2,23 | 1 142  | 1,07 | 1 017 | 0,96 | 1 060 | 1,00 | 1 736  | 1,63   | 53,69 |
| Aude                            | 63 592  | 40,57 | 16 630  | 10,61 | 22 851  | 14,58 | 11 039  | 7,04  | 6 678  | 4,26  | 5 624  | 3,59  | 8 929  | 5,70  | 4 469  | 2,85 | 5 874  | 3,75 | 3 154  | 2,01 | 1 438  | 0,92 | 1 875 | 1,20 | 1 855 | 1,18 | 2 725  | 1,74   | 56,96 |
| Aveyron                         | 35 075  | 28,18 | 18 938  | 15,21 | 19 572  | 15,72 | 7 731   | 6,21  | 9 277  | 7,45  | 5 894  | 4,74  | 6 408  | 5,15  | 3 214  | 2,58 | 10 100 | 8,11 | 1 872  | 1,50 | 1 452  | 1,17 | 1 353 | 1,09 | 1 205 | 0,97 | 2 384  | 1,92   | 59,11 |
| Bouches-du-Rhône                | 271 168 | 36,85 | 83 772  | 11,38 | 81 185  | 11,03 | 98 827  | 13,43 | 40 126 | 5,45  | 35 250 | 4,79  | 49 476 | 6,72  | 19 312 | 2,62 | 9 480  | 1,29 | 11 948 | 1,62 | 7 669  | 1,04 | 7 631 | 1,04 | 7 200 | 0,98 | 12 826 | 1,74   | 52,15 |
| Calvados                        | 84 183  | 30,29 | 49 868  | 17,94 | 42 194  | 15,18 | 19 305  | 6,95  | 19 685 | 7,08  | 14 762 | 5,31  | 13 037 | 4,69  | 6 532  | 2,35 | 7 750  | 2,79 | 6 704  | 2,41 | 3 689  | 1,33 | 2 435 | 0,88 | 2 372 | 0,85 | 5 417  | 1,95   | 55,46 |
| Cantal                          | 20 622  | 33,67 | 8 415   | 13,74 | 7 910   | 12,91 | 2 548   | 4,16  | 7 736  | 12,63 | 2 161  | 3,53  | 2 991  | 4,88  | 1 793  | 2,93 | 3 435  | 5,61 | 1 071  | 1,75 | 583    | 0,95 | 493   | 0,80 | 453   | 0,74 | 1 041  | 1,70   | 56,22 |
| Charente                        | 47 155  | 35,22 | 19 797  | 14,79 | 19 200  | 14,34 | 8 852   | 6,61  | 8 351  | 6,24  | 6 094  | 4,55  | 6 104  | 4,56  | 3 939  | 2,94 | 4 830  | 3,61 | 2 897  | 2,16 | 1 989  | 1,49 | 1 406 | 1,05 | 1 278 | 0,95 | 1 985  | 1,48   | 53,79 |
| Charente-Maritime               | 91 892  | 32,94 | 45 263  | 16,22 | 42 173  | 15,12 | 14 473  | 5,19  | 18 940 | 6,79  | 15 517 | 5,56  | 15 165 | 5,44  | 6 362  | 2,28 | 9 170  | 3,29 | 5 796  | 2,08 | 3 599  | 1,29 | 2 757 | 0,99 | 2 633 | 0,94 | 5 265  | 1,89   | 54,74 |
| Cher                            | 42 692  | 37,95 | 15 750  | 14,00 | 12 867  | 11,44 | 6 417   | 5,70  | 8 067  | 7,17  | 3 474  | 3,09  | 6 458  | 5,74  | 4 536  | 4,03 | 3 442  | 3,06 | 2 838  | 2,52 | 1 202  | 1,07 | 1 120 | 1,00 | 1 081 | 0,96 | 2 542  | 2,26   | 52,24 |
| Corrèze                         | 34 200  | 32,58 | 12 859  | 12,25 | 15 983  | 15,23 | 6 283   | 5,99  | 8 695  | 8,28  | 3 900  | 3,72  | 4 639  | 4,42  | 5 169  | 4,92 | 5 929  | 5,65 | 2 315  | 2,21 | 1 059  | 1,01 | 1 168 | 1,11 | 975   | 0,93 | 1 800  | 1,71   | 59,48 |
| Corse-du-Sud                    | 20 742  | 41,65 | 7 348   | 14,75 | 4 327   | 8,69  | 2 186   | 4,39  | 2 885  | 5,79  | 1 192  | 2,39  | 4 294  | 8,62  | 992    | 1,99 | 2 706  | 5,43 | 958    | 1,92 | 364    | 0,73 | 547   | 1,10 | 549   | 1,10 | 713    | 1,43   | 43,57 |
| Haute-Corse                     | 22 196  | 39,96 | 6 642   | 11,96 | 5 181   | 9,33  | 2 078   | 3,74  | 4 589  | 8,26  | 1 434  | 2,58  | 4 525  | 8,15  | 1 572  | 2,83 | 3 385  | 6,09 | 1 139  | 2,05 | 379    | 0,68 | 619   | 1,11 | 537   | 0,97 | 1 273  | 2,29   | 42,96 |
| Côte-d'Or                       | 68 730  | 33,40 | 30 546  | 14,84 | 27 176  | 13,20 | 15 907  | 7,73  | 16 137 | 7,84  | 10 521 | 5,11  | 11 256 | 5,47  | 3 894  | 1,89 | 5 125  | 2,49 | 4 782  | 2,32 | 2 890  | 1,40 | 2 066 | 1,00 | 1 851 | 0,90 | 4 922  | 2,39   | 57,26 |
| Côtes-d'Armor                   | 76 105  | 28,21 | 44 240  | 16,40 | 47 526  | 17,62 | 17 349  | 6,43  | 19 144 | 7,10  | 16 737 | 6,20  | 11 498 | 4,26  | 9 105  | 3,38 | 8 230  | 3,05 | 5 335  | 1,98 | 3 399  | 1,26 | 2 477 | 0,92 | 2 203 | 0,82 | 6 426  | 2,38   | 59,02 |
| Creuse                          | 17 227  | 35,40 | 5 680   | 11,67 | 6 663   | 13,69 | 3 306   | 6,79  | 3 385  | 6,96  | 1 938  | 3,98  | 2 209  | 4,54  | 1 879  | 3,86 | 2 865  | 5,89 | 1 012  | 2,08 | 435    | 0,89 | 532   | 1,09 | 494   | 1,02 | 1 032  | 2,12   | 56,77 |
| Dordogne                        | 61 792  | 34,74 | 22 689  | 12,75 | 25 809  | 14,51 | 11 307  | 6,36  | 10 071 | 5,66  | 7 468  | 4,20  | 9 247  | 5,20  | 7 113  | 4,00 | 9 082  | 5,11 | 3 644  | 2,05 | 1 876  | 1,05 | 2 318 | 1,30 | 2 018 | 1,13 | 3 459  | 1,94   | 58,06 |
| Doubs                           | 67 535  | 33,66 | 28 729  | 14,32 | 25 446  | 12,68 | 16 738  | 8,34  | 17 399 | 8,67  | 10 962 | 5,46  | 9 942  | 4,96  | 3 753  | 1,87 | 4 788  | 2,39 | 4 223  | 2,10 | 2 640  | 1,32 | 2 151 | 1,07 | 2 011 | 1,00 | 4 323  | 2,15   | 55,78 |
| Drôme                           | 71 355  | 33,24 | 27 180  | 12,66 | 29 111  | 13,56 | 19 974  | 9,30  | 14 170 | 6,60  | 14 217 | 6,62  | 12 398 | 5,77  | 4 821  | 2,25 | 5 153  | 2,40 | 4 203  | 1,96 | 3 014  | 1,40 | 2 490 | 1,16 | 2 190 | 1,02 | 4 410  | 2,05   | 57,09 |
| Eure                            | 96 349  | 42,66 | 29 882  | 13,23 | 23 524  | 10,41 | 14 667  | 6,49  | 13 859 | 6,14  | 7 993  | 3,54  | 10 920 | 4,83  | 5 196  | 2,30 | 6 798  | 3,01 | 5 131  | 2,27 | 3 301  | 1,46 | 2 059 | 0,91 | 2 078 | 0,92 | 4 119  | 1,82   | 53,29 |
| Eure-et-Loir                    | 57 674  | 37,99 | 21 519  | 14,18 | 15 760  | 10,38 | 12 459  | 8,21  | 12 458 | 8,21  | 5 448  | 3,59  | 8 372  | 5,52  | 2 913  | 1,92 | 3 443  | 2,27 | 3 736  | 2,46 | 1 991  | 1,31 | 1 602 | 1,06 | 1 552 | 1,02 | 2 872  | 1,89   | 51,20 |
| Finistère                       | 98 369  | 24,89 | 67 530  | 17,09 | 80 253  | 20,31 | 27 582  | 6,98  | 28 253 | 7,15  | 27 275 | 6,90  | 15 771 | 3,99  | 10 475 | 2,65 | 8 905  | 2,25 | 8 175  | 2,07 | 5 329  | 1,35 | 3 748 | 0,95 | 3 177 | 0,80 | 10 336 | 2,62   | 56,78 |
| Gard                            | 122 214 | 40,42 | 33 880  | 11,20 | 36 876  | 12,20 | 27 685  | 9,16  | 15 388 | 5,09  | 12 042 | 3,98  | 18 409 | 6,09  | 9 873  | 3,27 | 6 695  | 2,21 | 5 123  | 1,69 | 2 901  | 0,96 | 3 215 | 1,06 | 3 313 | 1,10 | 4 757  | 1,57   | 54,80 |
| Haute-Garonne                   | 137 414 | 25,48 | 72 892  | 13,51 | 102 999 | 19,10 | 60 387  | 11,20 | 32 009 | 5,93  | 39 823 | 7,38  | 26 635 | 4,94  | 11 989 | 2,22 | 15 071 | 2,79 | 9 495  | 1,76 | 7 870  | 1,46 | 5 402 | 1,00 | 4 684 | 0,87 | 12 697 | 2,35   | 57,88 |
| Gers                            | 26 805  | 31,63 | 10 967  | 12,94 | 14 780  | 17,44 | 4 457   | 5,26  | 4 973  | 5,87  | 3 725  | 4,40  | 4 637  | 5,47  | 2 279  | 2,69 | 6 219  | 7,34 | 1 436  | 1,69 | 912    | 1,08 | 1 072 | 1,26 | 878   | 1,04 | 1 609  | 1,90   | 59,45 |
| Gironde                         | 186 234 | 28,88 | 97 256  | 15,08 | 109 886 | 17,04 | 53 266  | 8,26  | 43 447 | 6,74  | 41 146 | 6,38  | 32 708 | 5,07  | 15 075 | 2,34 | 19 406 | 3,01 | 12 080 | 1,87 | 8 752  | 1,36 | 6 218 | 0,96 | 5 417 | 0,84 | 13 946 | 2,16   | 55,72 |
| Hérault                         | 162 908 | 34,98 | 54 250  | 11,65 | 67 343  | 14,46 | 50 868  | 10,92 | 23 932 | 5,14  | 24 767 | 5,32  | 28 236 | 6,06  | 11 599 | 2,49 | 9 940  | 2,13 | 8 439  | 1,81 | 5 261  | 1,13 | 5 129 | 1,10 | 4 537 | 0,97 | 8 571  | 1,84   | 54,84 |
| Ille-et-Vilaine                 | 96 481  | 22,25 | 77 357  | 17,84 | 81 144  | 18,71 | 37 982  | 8,76  | 35 246 | 8,13  | 38 664 | 8,92  | 17 142 | 3,95  | 9 056  | 2,09 | 8 058  | 1,86 | 7 834  | 1,81 | 7 132  | 1,64 | 3 547 | 0,82 | 3 019 | 0,70 | 11 003 | 2,54   | 56,87 |
| Indre                           | 33 932  | 40,08 | 11 449  | 13,52 | 9 559   | 11,29 | 4 410   | 5,21  | 5 934  | 7,01  | 2 684  | 3,17  | 4 449  | 5,26  | 2 830  | 3,34 | 3 345  | 3,95 | 1 904  | 2,25 | 980    | 1,16 | 793   | 0,94 | 774   | 0,91 | 1 618  | 1,91   | 53,91 |
| Indre-et-Loire                  | 65 627  | 28,45 | 37 821  | 16,40 | 36 174  | 15,68 | 19 303  | 8,37  | 17 485 | 7,58  | 13 912 | 6,03  | 11 882 | 5,15  | 5 677  | 2,46 | 5 177  | 2,24 | 4 876  | 2,11 | 3 518  | 1,53 | 2 027 | 0,88 | 2 067 | 0,90 | 5 091  | 2,21   | 53,41 |
| Isère                           | 155 657 | 31,26 | 67 599  | 13,58 | 75 416  | 15,15 | 52 145  | 10,47 | 30 454 | 6,12  | 36 496 | 7,33  | 24 876 | 5,00  | 10 691 | 2,15 | 8 106  | 1,63 | 9 031  | 1,81 | 6 849  | 1,38 | 4 794 | 0,96 | 4 274 | 0,86 | 11 518 | 2,31   | 56,86 |
| Jura                            | 36 376  | 34,80 | 14 059  | 13,45 | 13 104  | 12,54 | 7 098   | 6,79  | 8 240  | 7,88  | 5 453  | 5,22  | 5 453  | 5,22  | 2 372  | 2,27 | 4 117  | 3,94 | 2 121  | 2,03 | 1 531  | 1,46 | 1 207 | 1,15 | 1 175 | 1,12 | 2 212  | 2,12   | 56,86 |
| Landes                          | 55 614  | 30,56 | 26 659  | 14,65 | 31 201  | 17,14 | 8 444   | 4,64  | 10 292 | 5,65  | 6 784  | 3,73  | 9 459  | 5,20  | 6 188  | 3,40 | 15 274 | 8,39 | 3 271  | 1,80 | 1 998  | 1,10 | 1 907 | 1,05 | 1 885 | 1,04 | 3 035  | 1,67   | 56,51 |
| Loir-et-Cher                    | 47 697  | 37,21 | 19 102  | 14,90 | 15 380  | 12,00 | 7 841   | 6,12  | 9 152  | 7,14  | 5 555  | 4,33  | 7 368  | 5,75  | 3 154  | 2,46 | 3 622  | 2,83 | 2 910  | 2,27 | 1 584  | 1,24 | 1 022 | 0,80 | 1 196 | 0,93 | 2 588  | 2,02   | 54,53 |
| Loire                           | 97 550  | 35,95 | 35 764  | 13,18 | 32 697  | 12,05 | 25 843  | 9,52  | 20 713 | 7,63  | 12 788 | 4,71  | 15 649 | 5,77  | 6 856  | 2,53 | 5 288  | 1,95 | 4 817  | 1,78 | 3 286  | 1,21 | 2 374 | 0,87 | 2 285 | 0,84 | 5 415  | 2,00   | 53,84 |
| Haute-Loire                     | 37 711  | 37,77 | 11 283  | 11,30 | 11 682  | 11,70 | 5 461   | 5,47  | 10 684 | 10,70 | 4 511  | 4,52  | 5 416  | 5,42  | 2 476  | 2,48 | 3 728  | 3,73 | 1 926  | 1,93 | 1 145  | 1,15 | 1 016 | 1,02 | 909   | 0,91 | 1 887  | 1,89   | 57,04 |
| Loire-Atlantique                | 130 421 | 22,62 | 94 462  | 16,38 | 112 261 | 19,47 | 52 024  | 9,02  | 43 324 | 7,51  | 53 237 | 9,23  | 25 371 | 4,40  | 12 658 | 2,20 | 9 492  | 1,65 | 9 474  | 1,64 | 9 304  | 1,61 | 4 635 | 0,80 | 4 683 | 0,81 | 15 240 | 2,64   | 54,99 |
| Loiret                          | 82 562  | 34,80 | 37 082  | 15,63 | 28 858  | 12,16 | 19 712  | 8,31  | 17 622 | 7,43  | 10 846 | 4,57  | 12 807 | 5,40  | 4 997  | 2,11 | 5 494  | 2,32 | 5 046  | 2,13 | 3 310  | 1,40 | 2 199 | 0,93 | 2 086 | 0,88 | 4 653  | 1,96   | 52,75 |
| Lot                             | 21 472  | 26,66 | 10 825  | 13,44 | 15 232  | 18,91 | 5 914   | 7,34  | 5 389  | 6,69  | 4 331  | 5,38  | 3 562  | 4,42  | 2 656  | 3,30 | 4 980  | 6,18 | 1 634  | 2,03 | 961    | 1,19 | 1 070 | 1,33 | 840   | 1,04 | 1 670  | 2,07   | 59,92 |
| Lot-et-Garonne                  | 50 201  | 38,62 | 16 044  | 12,34 | 15 429  | 11,87 | 8 981   | 6,91  | 7 412  | 5,70  | 4 627  | 3,56  | 7 816  | 6,01  | 3 627  | 2,79 | 7 181  | 5,52 | 2 487  | 1,91 | 1 264  | 0,97 | 1 468 | 1,13 | 1 355 | 1,04 | 2 106  | 1,62   | 55,97 |
| Lozère                          | 11 151  | 31,93 | 4 269   | 12,22 | 5 047   | 14,45 | 2 215   | 6,34  | 2 834  | 8,11  | 1 590  | 4,55  | 1 889  | 5,41  | 1 081  | 3,10 | 2 758  | 7,90 | 534    | 1,53 | 317    | 0,91 | 361   | 1,03 | 270   | 0,77 | 607    | 1,74   | 60,08 |
| Maine-et-Loire                  | 80 697  | 26,70 | 58 268  | 19,28 | 47 217  | 15,62 | 21 228  | 7,02  | 24 340 | 8,05  | 22 145 | 7,33  | 13 197 | 4,37  | 6 054  | 2,00 | 6 743  | 2,23 | 4 727  | 1,56 | 5 000  | 1,65 | 2 521 | 0,83 | 2 558 | 0,85 | 7 538  | 2,49   | 52,74 |
| Manche                          | 61 046  | 31,21 | 36 366  | 18,60 | 29 602  | 15,14 | 9 670   | 4,94  | 15 090 | 7,72  | 9 124  | 4,67  | 8 757  | 4,48  | 4 810  | 2,46 | 7 363  | 3,76 | 4 196  | 2,15 | 2 249  | 1,15 | 1 729 | 0,88 | 1 641 | 0,84 | 3 924  | 2,01   | 52,81 |
| Marne                           | 77 316  | 40,31 | 29 006  | 15,12 | 18 809  | 9,81  | 12 855  | 6,70  | 16 555 | 8,63  | 6 754  | 3,52  | 10 130 | 5,28  | 3 482  | 1,82 | 3 649  | 1,90 | 4 289  | 2,24 | 2 365  | 1,23 | 1 732 | 0,90 | 1 607 | 0,84 | 3 273  | 1,71   | 51,72 |
| Haute-Marne                     | 31 202  | 47,13 | 7 820   | 11,81 | 5 894   | 8,90  | 2 981   | 4,50  | 5 667  | 8,56  | 1 591  | 2,40  | 3 502  | 5,29  | 1 134  | 1,71 | 1 983  | 3,00 | 1 443  | 2,18 | 615    | 0,93 | 581   | 0,88 | 658   | 0,99 | 1 138  | 1,72   | 53,85 |
| Mayenne                         | 32 832  | 29,61 | 26 550  | 23,95 | 14 097  | 12,72 | 5 972   | 5,39  | 8 370  | 7,55  | 5 896  | 5,32  | 4 973  | 4,49  | 2 163  | 1,95 | 2 442  | 2,20 | 1 857  | 1,67 | 1 524  | 1,37 | 902   | 0,81 | 893   | 0,81 | 2 396  | 2,16   | 51,17 |
| Meurthe-et-Moselle              | 88 979  | 35,79 | 34 357  | 13,82 | 33 432  | 13,45 | 21 852  | 8,79  | 16 502 | 6,64  | 11 406 | 4,59  | 12 106 | 4,87  | 5 834  | 2,35 | 4 329  | 1,74 | 6 398  | 2,57 | 3 327  | 1,34 | 2 518 | 1,01 | 2 437 | 0,98 | 5 133  | 2,06   | 51,33 |
| Meuse                           | 32 378  | 46,03 | 9 245   | 13,14 | 6 699   | 9,52  | 2 799   | 3,98  | 4 567  | 6,49  | 2 105  | 2,99  | 4 011  | 5,70  | 1 219  | 1,73 | 2 202  | 3,13 | 1 673  | 2,38 | 783    | 1,11 | 626   | 0,89 | 727   | 1,03 | 1 304  | 1,85   | 53,82 |
| Morbihan                        | 96 147  | 28,57 | 60 740  | 18,05 | 55 676  | 16,54 | 18 691  | 5,55  | 25 425 | 7,55  | 21 841 | 6,49  | 16 311 | 4,85  | 8 056  | 2,39 | 8 205  | 2,44 | 5 962  | 1,77 | 4 552  | 1,35 | 3 447 | 1,02 | 3 156 | 0,94 | 8 325  | 2,47   | 56,21 |
| Moselle                         | 143 892 | 40,51 | 48 451  | 13,64 | 37 105  | 10,45 | 30 519  | 8,59  | 22 893 | 6,45  | 12 629 | 3,56  | 19 209 | 5,41  | 5 716  | 1,61 | 5 693  | 1,60 | 8 651  | 2,44 | 4 826  | 1,36 | 3 947 | 1,11 | 4 750 | 1,34 | 6 916  | 1,95   | 48,35 |
| Nièvre                          | 31 128  | 38,89 | 10 865  | 13,57 | 10 357  | 12,94 | 4 208   | 5,26  | 4 708  | 5,88  | 2 792  | 3,49  | 4 263  | 5,33  | 3 070  | 3,84 | 2 707  | 3,38 | 2 061  | 2,57 | 734    | 0,92 | 796   | 0,99 | 736   | 0,92 | 1 616  | 2,02   | 54,05 |
| Nord                            | 333 923 | 37,34 | 121 766 | 13,61 | 89 269  | 9,98  | 99 361  | 11,11 | 54 884 | 6,14  | 41 162 | 4,60  | 40 497 | 4,53  | 30 508 | 3,41 | 14 999 | 1,68 | 22 858 | 2,56 | 12 439 | 1,39 | 6 565 | 0,73 | 6 723 | 0,75 | 19 409 | 2,17   | 50,25 |
| Oise                            | 123 180 | 43,28 | 35 239  | 12,38 | 24 075  | 8,46  | 24 997  | 8,78  | 18 940 | 6,66  | 9 501  | 3,34  | 15 578 | 5,47  | 6 309  | 2,22 | 4 683  | 1,65 | 7 394  | 2,60 | 3 289  | 1,16 | 2 820 | 0,99 | 2 953 | 1,04 | 5 636  | 1,98   | 51,29 |
| Orne                            | 38 212  | 36,25 | 17 107  | 16,23 | 12 288  | 11,66 | 5 388   | 5,11  | 9 739  | 9,24  | 4 288  | 4,07  | 5 644  | 5,35  | 2 189  | 2,08 | 3 289  | 3,12 | 2 089  | 1,98 | 1 087  | 1,03 | 1 076 | 1,02 | 946   | 0,90 | 2 082  | 1,97   | 53,62 |
| Pas-de-Calais                   | 257 245 | 47,46 | 66 271  | 12,23 | 45 235  | 8,35  | 29 713  | 5,48  | 29 441 | 5,43  | 14 597 | 2,69  | 22 972 | 4,24  | 17 732 | 3,27 | 18 609 | 3,43 | 15 403 | 2,84 | 5 596  | 1,03 | 3 700 | 0,68 | 4 369 | 0,81 | 11 096 | 2,05   | 50,88 |
| Puy-de-Dôme                     | 76 565  | 29,96 | 35 894  | 14,04 | 40 891  | 16,00 | 19 124  | 7,48  | 20 052 | 7,85  | 13 377 | 5,23  | 11 537 | 4,51  | 11 402 | 4,46 | 7 895  | 3,09 | 5 587  | 2,19 | 3 425  | 1,34 | 2 268 | 0,89 | 2 185 | 0,85 | 5 371  | 2,10   | 55,98 |
| Pyrénées-Atlantiques            | 71 466  | 25,18 | 44 619  | 15,72 | 49 199  | 17,33 | 17 199  | 6,06  | 18 103 | 6,38  | 17 038 | 6,00  | 15 145 | 5,34  | 7 307  | 2,57 | 22 629 | 7,97 | 4 568  | 1,61 | 3 696  | 1,30 | 3 071 | 1,08 | 2 498 | 0,88 | 7 292  | 2,57   | 55,28 |
| Hautes-Pyrénées                 | 30 664  | 31,99 | 13 212  | 13,78 | 15 638  | 16,31 | 5 720   | 5,97  | 4 674  | 4,88  | 4 063  | 4,24  | 4 649  | 4,85  | 3 580  | 3,73 | 6 910  | 7,21 | 1 776  | 1,85 | 1 042  | 1,09 | 1 102 | 1,15 | 966   | 1,01 | 1 871  | 1,95   | 56,11 |
| Pyrénées-Orientales             | 83 862  | 43,38 | 20 757  | 10,74 | 22 987  | 11,89 | 14 165  | 7,33  | 8 746  | 4,52  | 6 841  | 3,54  | 12 101 | 6,26  | 5 118  | 2,65 | 4 918  | 2,54 | 4 072  | 2,11 | 1 909  | 0,99 | 2 316 | 1,20 | 2 115 | 1,09 | 3 394  | 1,76   | 53,74 |
| Bas-Rhin                        | 132 173 | 31,55 | 69 509  | 16,59 | 49 684  | 11,86 | 38 014  | 9,08  | 35 589 | 8,50  | 22 878 | 5,46  | 24 526 | 5,86  | 4 434  | 1,06 | 5 696  | 1,36 | 10 084 | 2,41 | 6 364  | 1,52 | 4 846 | 1,16 | 4 462 | 1,07 | 10 609 | 2,53   | 54,22 |
| Haut-Rhin                       | 96 850  | 35,97 | 41 174  | 15,29 | 27 398  | 10,18 | 20 754  | 7,71  | 19 939 | 7,41  | 12 761 | 4,74  | 16 901 | 6,28  | 2 791  | 1,04 | 4 251  | 1,58 | 7 318  | 2,72 | 4 822  | 1,79 | 3 741 | 1,39 | 3 796 | 1,41 | 6 743  | 2,50   | 51,64 |
| Rhône                           | 160 894 | 23,66 | 105 340 | 15,49 | 98 870  | 14,54 | 95 965  | 14,11 | 62 794 | 9,24  | 49 946 | 7,35  | 40 651 | 5,98  | 10 491 | 1,54 | 6 504  | 0,96 | 10 129 | 1,49 | 8 209  | 1,21 | 6 017 | 0,88 | 4 781 | 0,70 | 19 356 | 2,85   | 57,47 |
| Haute-Saône                     | 45 812  | 45,80 | 11 544  | 11,54 | 10 131  | 10,13 | 5 036   | 5,03  | 6 613  | 6,61  | 3 402  | 3,40  | 5 345  | 5,34  | 2 000  | 2,00 | 2 893  | 2,89 | 2 467  | 2,47 | 1 102  | 1,10 | 953   | 0,95 | 974   | 0,97 | 1 764  | 1,76   | 58,73 |
| Saône-et-Loire                  | 80 350  | 37,76 | 30 726  | 14,44 | 26 920  | 12,65 | 12 821  | 6,03  | 15 810 | 7,43  | 8 040  | 3,78  | 11 457 | 5,38  | 5 263  | 2,47 | 6 897  | 3,24 | 3 963  | 1,86 | 2 226  | 1,05 | 1 928 | 0,91 | 1 998 | 0,94 | 4 391  | 2,06   | 54,61 |
| Sarthe                          | 71 555  | 35,87 | 29 674  | 14,88 | 27 441  | 13,76 | 12 806  | 6,42  | 14 855 | 7,45  | 9 977  | 5,00  | 9 751  | 4,89  | 5 318  | 2,67 | 3 730  | 1,87 | 3 908  | 1,96 | 2 682  | 1,34 | 1 415 | 0,71 | 1 792 | 0,90 | 4 571  | 2,29   | 50,56 |
| Savoie                          | 56 952  | 31,56 | 25 417  | 14,09 | 26 054  | 14,44 | 13 409  | 7,43  | 14 737 | 8,17  | 12 560 | 6,96  | 10 109 | 5,60  | 3 873  | 2,15 | 3 307  | 1,83 | 3 451  | 1,91 | 2 940  | 1,63 | 2 128 | 1,18 | 1 860 | 1,03 | 3 647  | 2,02   | 56,89 |
| Haute-Savoie                    | 89 178  | 29,32 | 50 814  | 16,71 | 40 393  | 13,28 | 22 217  | 7,30  | 25 076 | 8,24  | 21 345 | 7,02  | 19 104 | 6,28  | 3 918  | 1,29 | 5 603  | 1,84 | 6 274  | 2,06 | 5 611  | 1,84 | 3 920 | 1,29 | 3 508 | 1,15 | 7 179  | 2,36   | 53,59 |
| Paris                           | 69 574  | 8,54  | 144 332 | 17,72 | 186 208 | 22,86 | 136 509 | 16,76 | 85 491 | 10,49 | 87 186 | 10,70 | 48 301 | 5,93  | 11 317 | 1,39 | 3 111  | 0,38 | 9 864  | 1,21 | 5 067  | 0,62 | 6 514 | 0,80 | 4 582 | 0,56 | 16 536 | 2,03   | 59,67 |
| Seine-Maritime                  | 163 931 | 36,36 | 63 770  | 14,14 | 59 498  | 13,20 | 37 708  | 8,36  | 28 306 | 6,28  | 19 520 | 4,33  | 19 944 | 4,42  | 16 718 | 3,71 | 8 745  | 1,94 | 11 195 | 2,48 | 4 835  | 1,07 | 3 543 | 0,79 | 3 488 | 0,77 | 9 688  | 2,15   | 52,71 |
| Seine-et-Marne                  | 148 322 | 33,71 | 54 606  | 12,41 | 50 244  | 11,42 | 63 288  | 14,38 | 29 494 | 6,70  | 19 312 | 4,39  | 23 560 | 5,35  | 9 216  | 2,09 | 5 646  | 1,28 | 11 268 | 2,56 | 5 755  | 1,31 | 5 409 | 1,23 | 4 334 | 0,98 | 9 570  | 2,17   | 48,88 |
| Yvelines                        | 111 011 | 20,53 | 99 753  | 18,45 | 76 707  | 14,19 | 68 070  | 12,59 | 62 469 | 11,55 | 31 987 | 5,92  | 37 168 | 6,87  | 7 932  | 1,47 | 5 246  | 0,97 | 10 308 | 1,91 | 7 680  | 1,42 | 5 696 | 1,05 | 4 951 | 0,92 | 11 734 | 2,17   | 55,86 |
| Deux-Sèvres                     | 40 753  | 29,74 | 23 794  | 17,36 | 21 870  | 15,96 | 8 582   | 6,26  | 9 408  | 6,87  | 8 715  | 6,36  | 5 980  | 4,36  | 3 327  | 2,43 | 4 889  | 3,57 | 2 417  | 1,76 | 1 990  | 1,45 | 1 205 | 0,88 | 1 180 | 0,86 | 2 920  | 2,13   | 51,78 |
| Somme                           | 90 592  | 42,56 | 29 249  | 13,74 | 18 456  | 8,67  | 14 934  | 7,02  | 14 238 | 6,69  | 6 088  | 2,86  | 9 186  | 4,32  | 6 298  | 2,96 | 9 626  | 4,52 | 5 759  | 2,71 | 1 986  | 0,93 | 1 422 | 0,67 | 1 365 | 0,64 | 3 677  | 1,73   | 54,05 |
| Tarn                            | 56 817  | 33,88 | 19 697  | 11,75 | 26 005  | 15,51 | 12 952  | 7,72  | 10 641 | 6,35  | 7 915  | 4,72  | 8 831  | 5,27  | 4 036  | 2,41 | 8 913  | 5,32 | 2 974  | 1,77 | 1 891  | 1,13 | 1 862 | 1,11 | 1 941 | 1,16 | 3 201  | 1,91   | 57,62 |
| Tarn-et-Garonne                 | 40 510  | 38,81 | 11 119  | 10,65 | 13 943  | 13,36 | 6 974   | 6,68  | 5 827  | 5,58  | 3 952  | 3,79  | 6 471  | 6,20  | 2 515  | 2,41 | 5 798  | 5,56 | 1 911  | 1,83 | 1 147  | 1,10 | 1 235 | 1,18 | 1 005 | 0,96 | 1 960  | 1,88   | 56,81 |
| Var                             | 189 471 | 43,23 | 57 642  | 13,15 | 39 582  | 9,03  | 24 953  | 5,69  | 28 796 | 6,57  | 13 605 | 3,10  | 38 658 | 8,82  | 7 553  | 1,72 | 6 838  | 1,56 | 9 786  | 2,23 | 4 831  | 1,10 | 5 217 | 1,19 | 5 187 | 1,18 | 6 171  | 1,41   | 53,99 |
| Vaucluse                        | 88 434  | 40,24 | 25 340  | 11,53 | 24 103  | 10,97 | 20 530  | 9,34  | 11 614 | 5,29  | 9 387  | 4,27  | 16 462 | 7,49  | 4 600  | 2,09 | 4 036  | 1,84 | 4 379  | 1,99 | 2 560  | 1,16 | 2 487 | 1,13 | 2 246 | 1,02 | 3 570  | 1,62   | 54,12 |
| Vendée                          | 92 273  | 32,21 | 55 569  | 19,40 | 37 013  | 12,92 | 12 005  | 4,19  | 25 827 | 9,02  | 13 594 | 4,75  | 16 240 | 5,67  | 5 405  | 1,89 | 8 047  | 2,81 | 5 185  | 1,81 | 4 229  | 1,48 | 2 483 | 0,87 | 2 645 | 0,92 | 5 954  | 2,08   | 53,02 |
| Vienne                          | 48 311  | 30,35 | 24 715  | 15,53 | 24 894  | 15,64 | 12 375  | 7,77  | 10 233 | 6,43  | 9 180  | 5,77  | 6 985  | 4,39  | 4 482  | 2,82 | 5 872  | 3,69 | 3 395  | 2,13 | 2 165  | 1,36 | 1 479 | 0,93 | 1 408 | 0,88 | 3 684  | 2,31   | 53,90 |
| Haute-Vienne                    | 46 209  | 31,60 | 19 136  | 13,09 | 25 021  | 17,11 | 11 949  | 8,17  | 9 124  | 6,24  | 6 399  | 4,38  | 6 164  | 4,22  | 6 130  | 4,19 | 5 756  | 3,94 | 3 389  | 2,32 | 1 644  | 1,12 | 1 447 | 0,99 | 1 210 | 0,83 | 2 659  | 1,82   | 57,91 |
| Vosges                          | 61 021  | 41,96 | 19 173  | 13,18 | 15 376  | 10,57 | 7 417   | 5,10  | 10 756 | 7,40  | 5 385  | 3,70  | 7 603  | 5,23  | 2 968  | 2,04 | 3 893  | 2,68 | 3 688  | 2,54 | 1 912  | 1,31 | 1 545 | 1,06 | 1 606 | 1,10 | 3 098  | 2,13   | 54,68 |
| Yonne                           | 51 539  | 41,45 | 15 609  | 12,55 | 13 022  | 10,47 | 8 742   | 7,03  | 8 128  | 6,54  | 4 654  | 3,74  | 6 664  | 5,36  | 2 771  | 2,23 | 3 612  | 2,90 | 3 043  | 2,45 | 1 417  | 1,14 | 1 370 | 1,10 | 1 361 | 1,09 | 2 414  | 1,94   | 54,24 |
| Territoire de Belfort           | 18 573  | 36,85 | 6 438   | 12,77 | 5 473   | 10,86 | 5 026   | 9,97  | 3 851  | 7,64  | 2 009  | 3,99  | 2 767  | 5,49  | 1 162  | 2,31 | 885    | 1,76 | 1 283  | 2,55 | 661    | 1,31 | 571   | 1,13 | 570   | 1,13 | 1 139  | 2,26   | 55,40 |
| Essonne                         | 106 112 | 25,90 | 59 963  | 14,64 | 56 711  | 13,84 | 66 200  | 16,16 | 27 173 | 6,63  | 23 822 | 5,82  | 20 365 | 4,97  | 9 976  | 2,44 | 4 381  | 1,07 | 9 416  | 2,30 | 6 130  | 1,50 | 4 966 | 1,21 | 3 747 | 0,91 | 10 679 | 2,61   | 51,44 |
| Hauts-de-Seine                  | 76 766  | 13,16 | 114 008 | 19,55 | 96 482  | 16,54 | 91 966  | 15,77 | 72 067 | 12,36 | 41 632 | 7,14  | 37 035 | 6,35  | 9 322  | 1,60 | 3 366  | 0,58 | 9 112  | 1,56 | 6 802  | 1,17 | 5 279 | 0,91 | 4 177 | 0,72 | 15 174 | 2,60   | 58,01 |
| Seine-Saint-Denis               | 59 269  | 16,89 | 29 183  | 8,31  | 44 804  | 12,77 | 130 307 | 37,13 | 14 186 | 4,04  | 23 326 | 6,65  | 13 013 | 3,71  | 9 884  | 2,82 | 2 262  | 0,64 | 5 684  | 1,62 | 3 120  | 0,89 | 3 916 | 1,12 | 2 689 | 0,77 | 9 337  | 2,66   | 43,33 |
| Val-de-Marne                    | 73 927  | 17,59 | 59 870  | 14,24 | 64 613  | 15,37 | 89 070  | 21,19 | 32 348 | 7,69  | 29 329 | 6,98  | 24 525 | 5,83  | 12 249 | 2,91 | 2 828  | 0,67 | 8 032  | 1,91 | 5 142  | 1,22 | 4 593 | 1,09 | 3 264 | 0,78 | 10 596 | 2,52   | 52,66 |
| Val-d'Oise                      | 90 395  | 25,51 | 44 628  | 12,59 | 41 723  | 11,77 | 81 303  | 22,94 | 22 905 | 6,46  | 16 394 | 4,63  | 18 769 | 5,30  | 7 113  | 2,01 | 3 261  | 0,92 | 7 846  | 2,21 | 4 412  | 1,25 | 4 265 | 1,20 | 3 068 | 0,87 | 8 284  | 2,34   | 48,28 |
| Guadeloupe                      | 11 660  | 30,05 | 5 376   | 13,85 | 5 527   | 14,24 | 5 813   | 14,98 | 1 173  | 3,02  | 1 925  | 4,96  | 1 294  | 3,33  | 524    | 1,35 | 437    | 1,13 | 24     | 0,06 | 1 071  | 2,76 | 817   | 2,11 | 574   | 1,48 | 2 590  | 6,67   | 13,25 |
| Martinique                      | 6 149   | 17,99 | 5 883   | 17,21 | 5 477   | 16,02 | 6 368   | 18,63 | 1 503  | 4,40  | 1 992  | 5,83  | 1 550  | 4,53  | 590    | 1,73 | 435    | 1,27 | 15     | 0,04 | 1 016  | 2,97 | 1 217 | 3,56 | 578   | 1,69 | 1 414  | 4,14   | 12,32 |
| Guyane                          | 2 465   | 25,62 | 1 010   | 10,50 | 1 048   | 10,89 | 1 774   | 18,44 | 402    | 4,18  | 837    | 8,70  | 507    | 5,27  | 146    | 1,52 | 164    | 1,70 | 19     | 0,20 | 230    | 2,39 | 370   | 3,85 | 186   | 1,93 | 463    | 4,81   | 9,35  |
| La Réunion                      | 54 317  | 31,71 | 15 323  | 8,94  | 17 425  | 10,17 | 34 797  | 20,31 | 8 637  | 5,04  | 8 487  | 4,95  | 9 727  | 5,68  | 3 799  | 2,22 | 1 793  | 1,05 | 3 083  | 1,80 | 3 086  | 1,80 | 4 495 | 2,62 | 3 041 | 1,78 | 3 304  | 1,93   | 26,37 |
| Saint-Pierre-et-Miquelon        | 262     | 25,61 | 148     | 14,47 | 213     | 20,82 | 112     | 10,95 | 41     | 4,01  | 60     | 5,87  | 24     | 2,35  | 30     | 2,93 | 37     | 3,62 | 9      | 0,88 | 32     | 3,13 | 20    | 1,96 | 25    | 2,44 | 10     | 0,98   | 21,15 |
| Mayotte                         | 9 525   | 52,42 | 1 169   | 6,43  | 460     | 2,53  | 1 845   | 10,15 | 2 416  | 13,30 | 395    | 2,17  | 898    | 4,94  | 179    | 0,99 | 218    | 1,20 | 6      | 0,03 | 324    | 1,78 | 228   | 1,25 | 274   | 1,51 | 234    | 1,29   | 19,96 |
| Wallis et Futuna                | 519     | 18,63 | 741     | 26,60 | 169     | 6,07  | 240     | 8,61  | 282    | 10,12 | 109    | 3,91  | 278    | 9,98  | 65     | 2,33 | 56     | 2,01 | 24     | 0,86 | 117    | 4,20 | 42    | 1,51 | 102   | 3,66 | 42     | 1,51   | 31,46 |
| Polynésie française             | 5 703   | 20,58 | 11 513  | 41,54 | 1 307   | 4,72  | 1 425   | 5,14  | 857    | 3,09  | 1 815  | 6,55  | 1 397  | 5,04  | 278    | 1,00 | 314    | 1,13 | 20     | 0,07 | 1 525  | 5,50 | 518   | 1,87 | 680   | 2,45 | 366    | 1,32   | 13,59 |
| Nouvelle-Calédonie              | 6 058   | 21,71 | 7 994   | 28,64 | 1 164   | 4,17  | 1 119   | 4,01  | 3 534  | 12,66 | 979    | 3,51  | 4 469  | 16,01 | 138    | 0,49 | 254    | 0,91 | 43     | 0,15 | 722    | 2,59 | 616   | 2,21 | 464   | 1,66 | 356    | 1,28   | 13,13 |
| Saint-Martin/Saint-Barthélemy   | 1 116   | 27,44 | 1 149   | 28,25 | 240     | 5,90  | 204     | 5,02  | 188    | 4,62  | 203    | 4,99  | 393    | 9,66  | 19     | 0,47 | 51     | 1,25 | 10     | 0,25 | 98     | 2,41 | 141   | 3,47 | 87    | 2,14 | 168    | 4,13   | 16,75 |
| Français établis hors de France | 21 483  | 8,30  | 56 919  | 21,99 | 48 554  | 18,76 | 35 951  | 13,89 | 21 423 | 8,28  | 31 535 | 12,18 | 19 860 | 7,67  | 2 090  | 0,81 | 1 480  | 0,57 | 3 044  | 1,18 | 4 770  | 1,84 | 4 171 | 1,61 | 2 763 | 1,07 | 4 777  | 1,85   | 17,35 |

### Par commune

Liste arrivée en tête dans chaque commune :
La France revient – Jordan Bardella
Besoin d’Europe – Valérie Hayer
Réveiller l'Europe – Raphaël Glucksmann
La France insoumise – Union populaire – Manon Aubry
La droite pour faire entendre la voix de la France en Europe – François-Xavier Bellamy
Europe Écologie – Marie Toussaint
La France fière – Marion Maréchal
Pour l'Europe des gens – Léon Deffontaines
Alliance rurale – Jean Lassalle
Divers

93 % des communes ont placé la liste conduite par Jordan Bardella (Rassemblement national) en tête.

### Participation
Le taux de participation est le taux le plus élevé pour les élections européennes depuis 1994.
| Taux de participation | En 2019 | En 2024 | +/-  |
| --------------------- | ------- | ------- | ---- |
| À 12 heures           | 19,26 % | 19,81 % | 0,55 |
| À 17 heures           | 43,29 % | 45,26 % | 1,97 |
| Final                 | 50,12 % | 51,49 % | 1,37 |

### Réactions

#### En France
Le candidat de la liste arrivée en tête, Jordan Bardella, applaudit son score peu après l'annonce des estimations nationales, parlant d'une « déroute sans précédent » pour la coalition menée par le parti Renaissance d'Emmanuel Macron. Il demande au président de la République de dissoudre l'Assemblée nationale, affirmant que celui-ci « ne peut rester sourd au message envoyé par les Français »,.
Dans une allocution télévisée adressée peu après 21 h depuis le palais de l'Élysée, Emmanuel Macron explique quant à lui que « la montée du camp nationaliste et démagogue est une menace pour la France et l'Europe ». Il dissout l'Assemblée nationale et convoque des élections législatives anticipées,,. Il s'agit de la première allocution d'un Président français à la suite d'un scrutin européen, ainsi que de la première dissolution de l'Assemblée nationale depuis celle décidée par le président de la République Jacques Chirac en 1997. Avant l'annonce officielle de la dissolution, vers 19 h 15, Emmanuel Macron a réuni à l'Élysée plusieurs membres du gouvernement (Gabriel Attal, Gérald Darmanin, Bruno Le Maire, Sébastien Lecornu et Stéphane Séjourné) ainsi que la présidente de l'Assemblée nationale, Yaël Braun-Pivet, afin de leur faire part de sa décision. Si cette dernière manifeste son opposition à la dissolution, Attal et Darmanin apportent leur soutien à la décision du président. L'annonce de la dissolution surprend les commentateurs, y compris au sein de la majorité présidentielle,.
Après l'annonce de la dissolution, la tête de liste de la majorité présidentielle, Valérie Hayer, affirme que « pas un responsable politique qui aime la France et qui aime l’Europe ne peut se réjouir » des résultats de l'élection, notamment en raison de la percée de l'extrême droite qui, « partout en Europe [...], menace des dizaines d'avancées européennes concrètes pour nos peuples, des centaines d'années d'avancées pour nos droits et nos libertés »,. De son côté, Raphaël Glucksmann se déclare « fier » du résultat de la liste PS-Place publique, arrivée troisième, qui permettrait de « faire émerger un nouvel espace politique » ainsi qu'une « nouvelle manière de faire la politique fondée sur la clarté et la sincérité, sur le refus des outrances, le refus des calomnies, le refus de la violence », visant par là certains de ses détracteurs issus de La France insoumise. Il déplore toutefois la progression de l'extrême droite, « une vague qui ébranle profondément nos démocraties », précisant que seule la gauche pourrait lui « tenir tête » au Parlement européen ; il déclare également « ne pas comprend[re] pourquoi le président de la République obéit à Bardella », affirmant que « cette dissolution restera une tache sur le quinquennat ».
Dans son discours après l'annonce des résultats, la tête de liste insoumise, Manon Aubry, parle d'une « déroute cinglante du macronisme », qui viendrait selon elle « sanctionne[r] une politique injuste et autoritaire ». Elle accuse la majorité présidentielle d'avoir « installé le Rassemblement national comme opposition favorite en reprenant des pans entiers de leur programme » et ajoute : « des pans entiers de notre système politique médiatique et économique s'apprête à dire : « plutôt Hitler que le Front populaire ! » ». Elle fustige également les autres partis de gauche, qui auraient « laissé le champ libre à l'extrême droite » en ayant refusé de reconduire la liste commune de la NUPES aux élections européennes.
Marie Toussaint, la tête de liste écologiste, concède une « défaite sèche et amère », qui « ouvre la porte à tous les risques », affirmant avoir « sous-estimé la force des lobbies et la bataille culturelle qui est menée en permanence contre nous et contre le vivant », ainsi que « la force de TikTok, le règne du mensonge et des faux semblants ». Lors d'une intervention télévisée le soir des résultats, la secrétaire nationale des Écologistes - EÉLV, Marine Tondelier, accuse Emmanuel Macron d'avoir « fait la courte échelle au RN dans chaque politique qu'il a menée et pendant toute cette campagne européenne ».
À droite, la tête de liste des Républicains, François-Xavier Bellamy, se dit « fier » de la campagne ayant permis à sa liste d'arriver en cinquième position du scrutin à son mouvement politique de « retrouver un élan ». Il se réjouit du fait que « la droite européenne devien[ne] [...] la première force politique en Europe » et appelle à « relever la droite et reconstruire avec elle la vie démocratique ».
Dans son discours après l'annonce des résultats, la tête de liste Reconquête, Marion Maréchal, déclare être « prête à rencontrer, dans les jours qui viennent, Marine Le Pen, Jordan Bardella, Éric Ciotti et Nicolas Dupont-Aignan pour travailler ensemble à l’alternative que notre pays exige » en vue des élections législatives anticipées annoncées par le président de la République, après avoir rappelé : « J'ai toujours distingué nos adversaires de nos concurrents, et refusé de concentrer nos attaques sur le RN ». Le président du parti, Éric Zemmour, affiche un regard dubitatif à l'écoute de ces phrases ; Marion Maréchal sera exclue du parti Reconquête quelques jours plus tard, après avoir appelé à des candidatures communes avec le RN lors des élections législatives anticipées.

#### Hors de France
Dans le contexte de la guerre russo-ukrainienne, le gouvernement russe déclare « suivre avec attention » la montée en popularité des « partis de droite » eurosceptiques et anti-ukrainiens, en Europe et notamment en France.